# 青衣島
22°21′00″N 114°06′00″E / 22.35000°N 114.10000°E

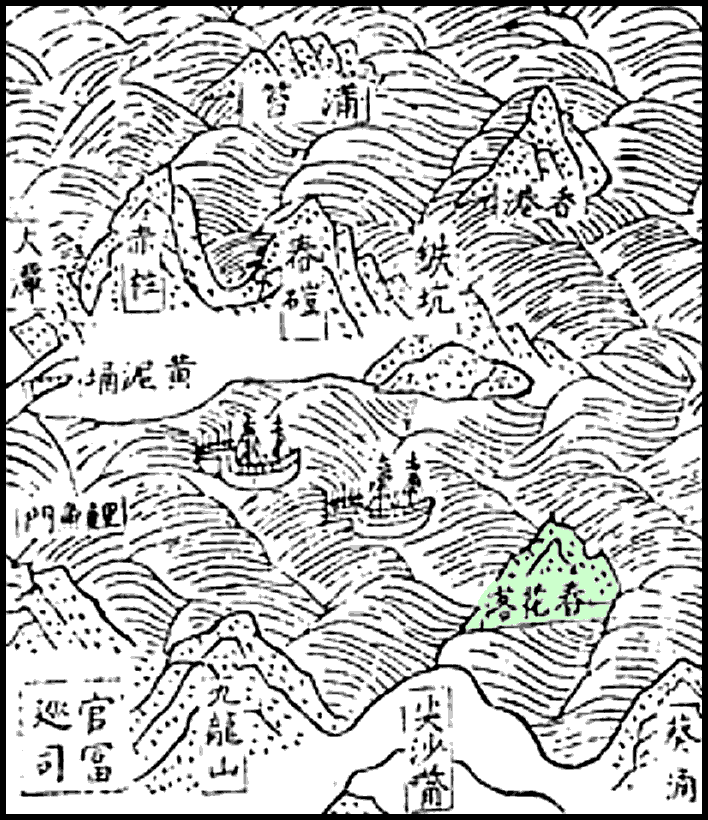
明朝《粵大記》已有「春花落」的記載。不過有人認為某些島嶼的位置跟名稱有錯配的可能，例如春花落的位置似是在描述昂船洲。

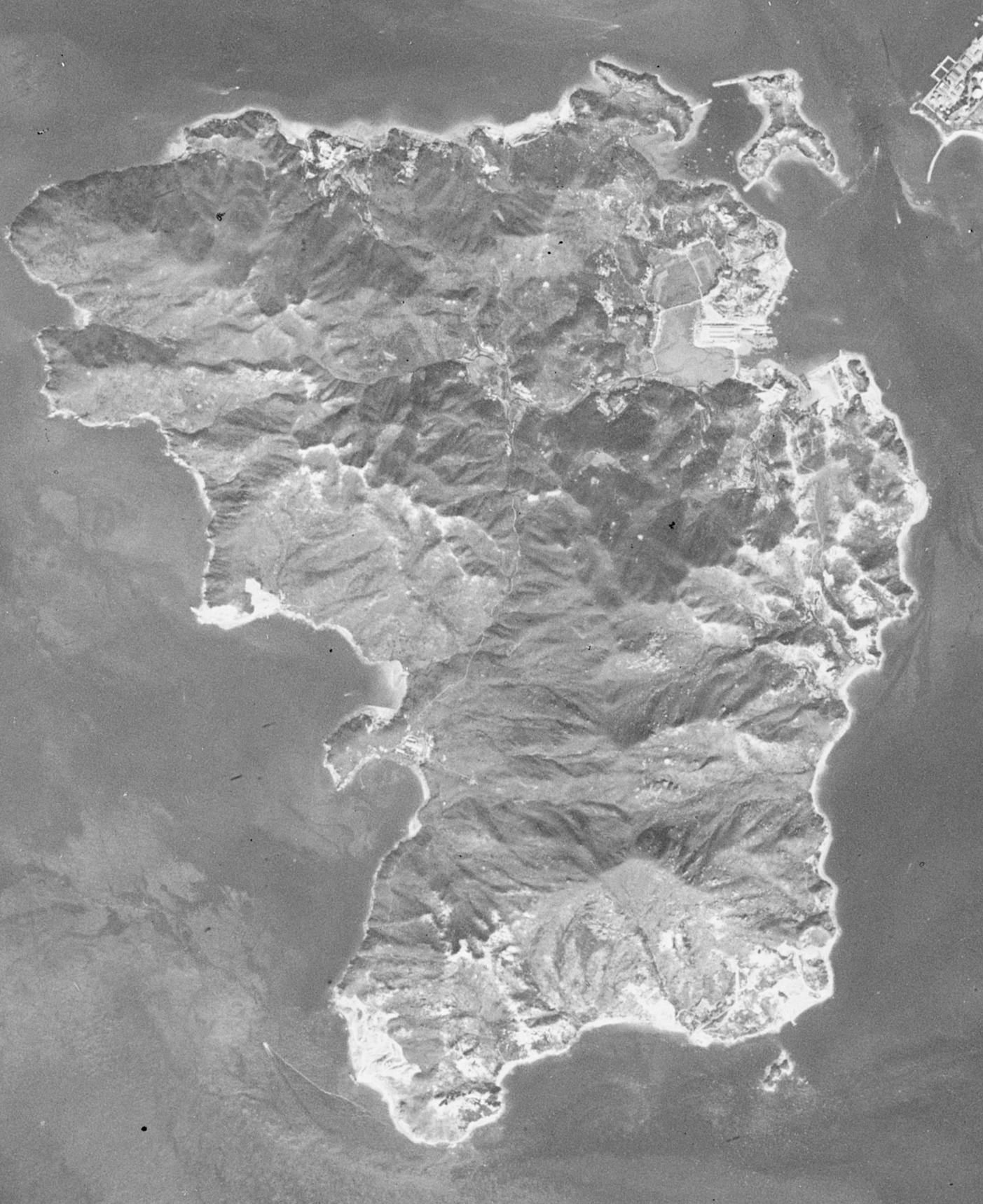
1964年的青衣島，包括東北角的牙鷹洲及東南角的洲仔

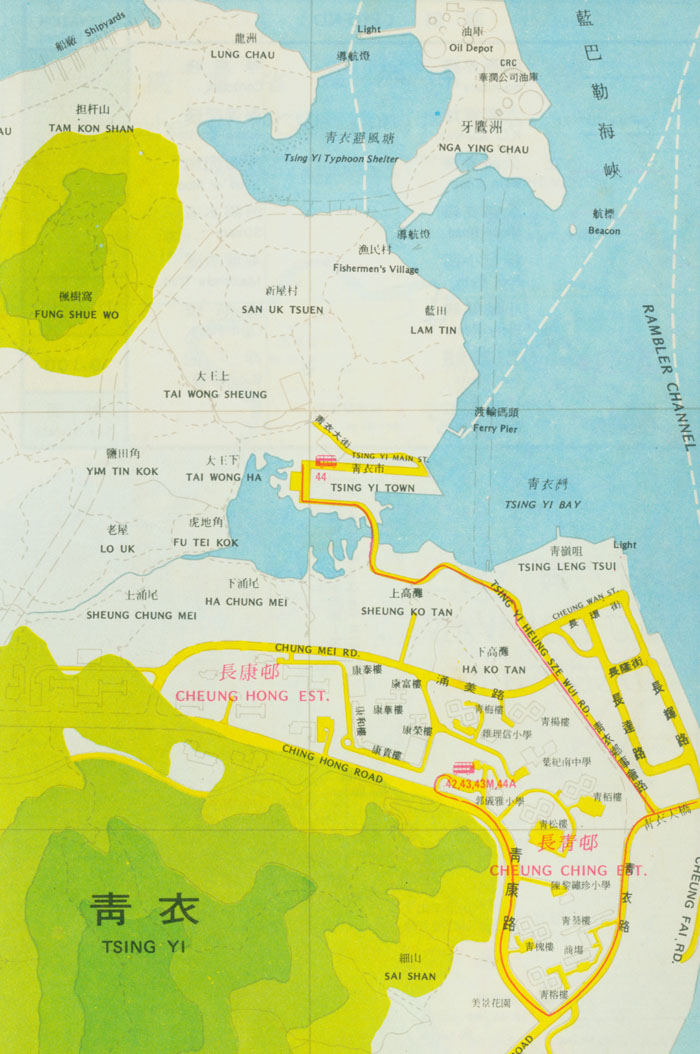
1984年的青衣地圖

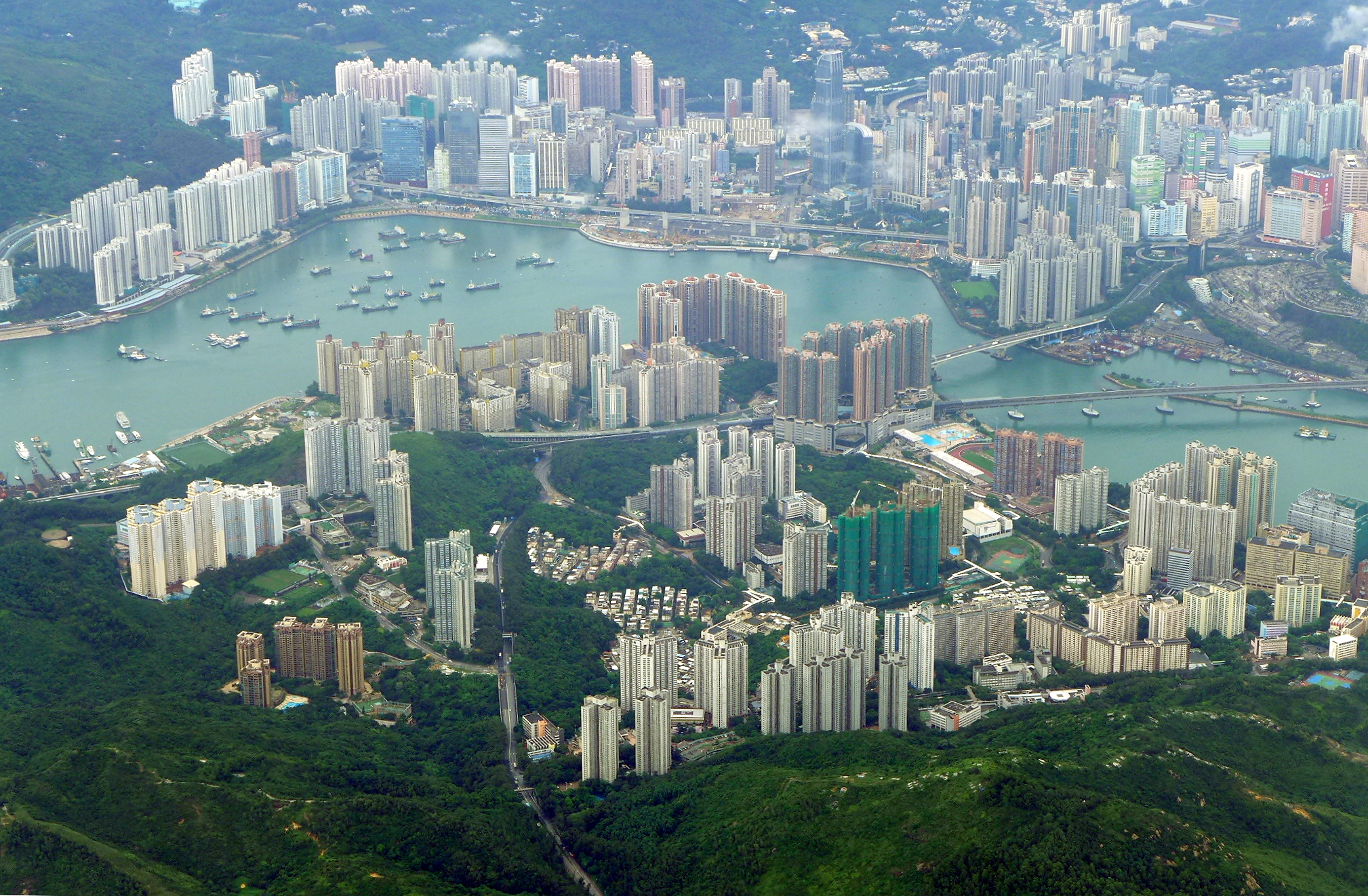
2014年的青衣

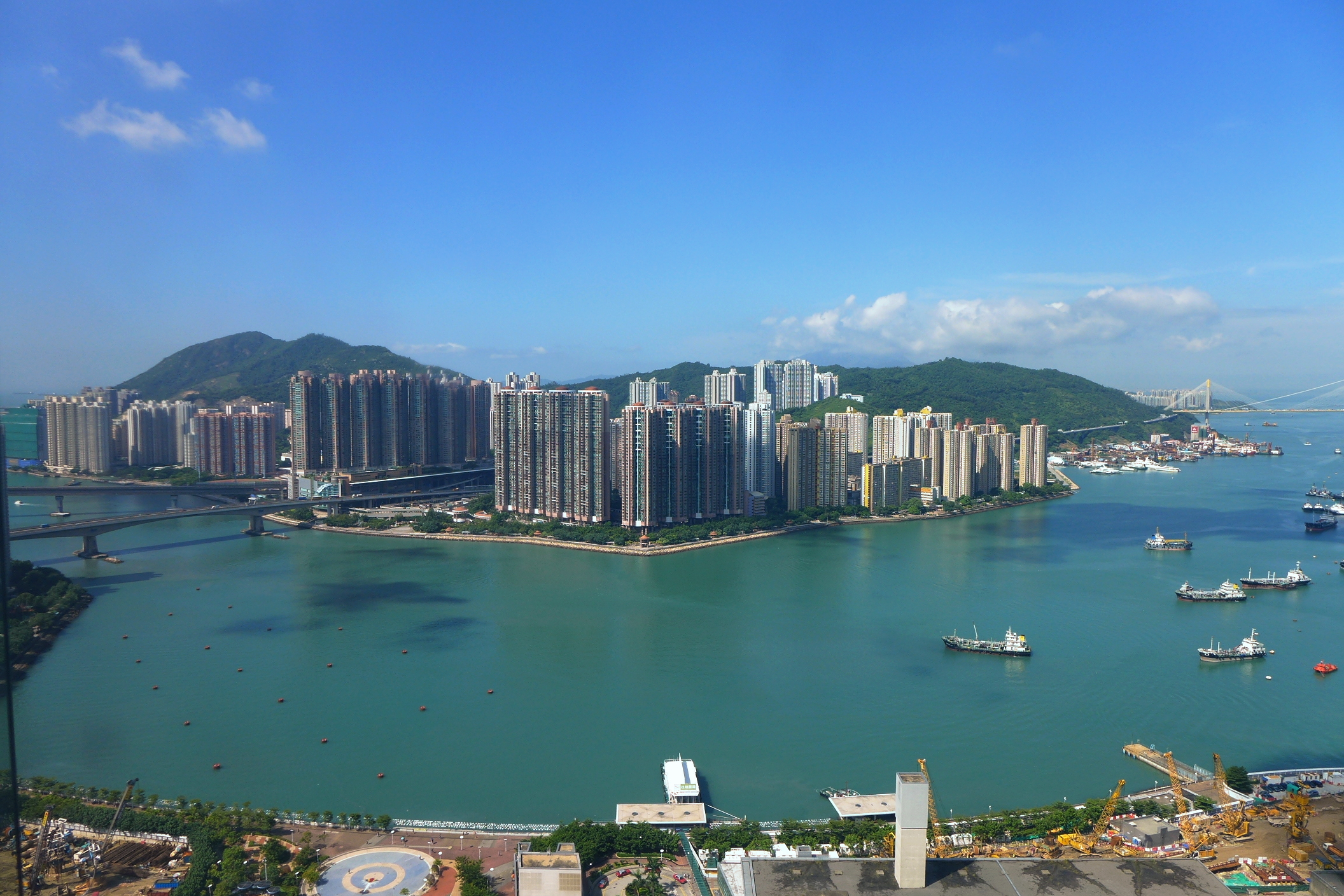
青衣一帶的住宅

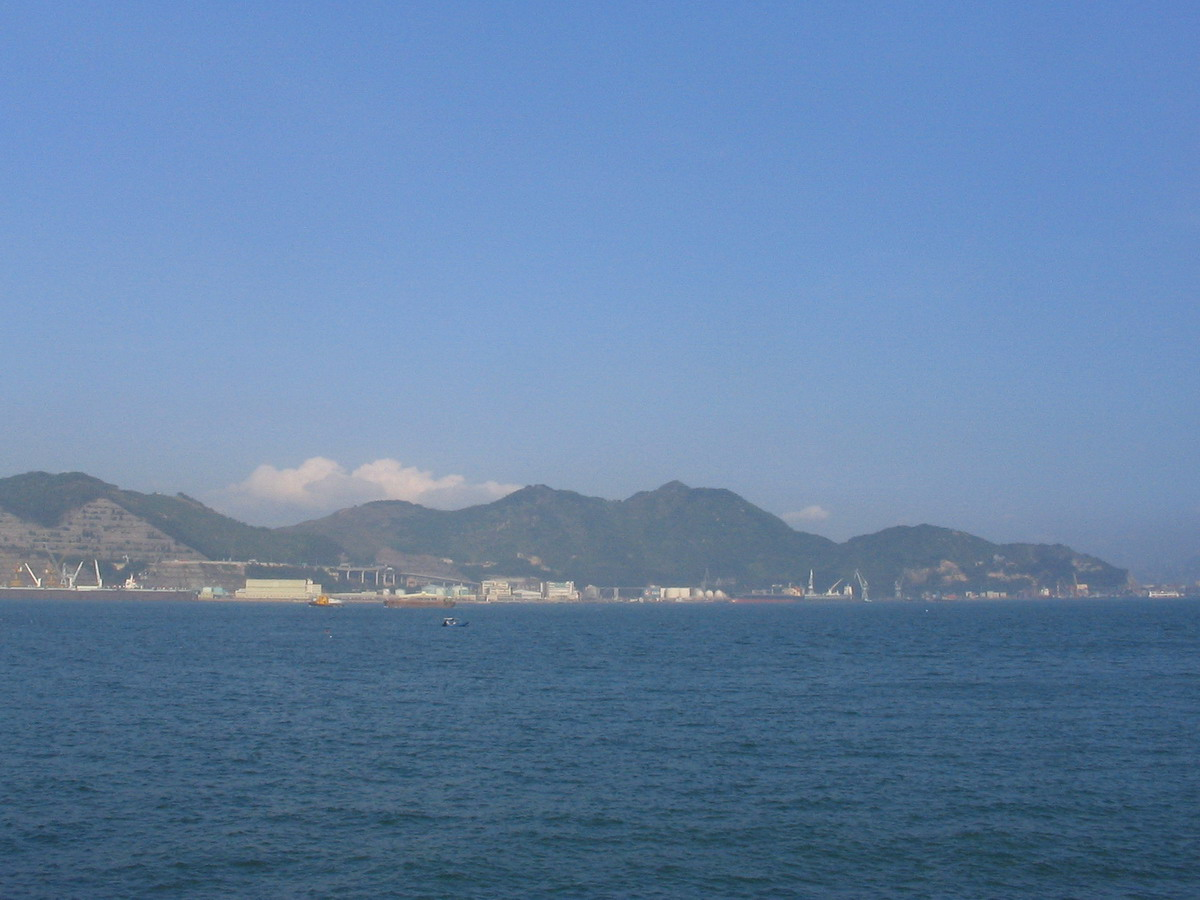
青衣西南岸是十號貨櫃碼頭的計劃選址之一

青衣（英語：Tsing Yi）是香港島嶼，位於香港新界西南，是荃灣新市鎮的一部份，屬規劃署定義的都會區（香港市區）範圍之內，香港房屋委員會劃入擴展市區範圍。在香港行政區劃中，青衣曾經屬於荃灣區，其後與葵涌一同由荃灣區分拆出來，組成葵青區。
青衣是香港第五大島嶼，人口超過二十萬人，是世界上人口密度最高的島嶼之一。今日的青衣島，其實是由三個海島填海連結而成。這三個島分別是青衣主島，以及位於今日青衣東北方的牙鷹洲（原華潤油庫，今為灝景灣及燕京書院）和青衣東南方的洲仔（華潤油庫現址）。青衣位於維多利亞港西北部，其北面及東／南面水域（藍巴勒海峽）皆受保護海港條例規管。
約19世紀末，當時青衣為屬「荃灣四約」之一，青衣與海壩、葵涌及石圍角，四約首領組成「荃灣全安局」（荃灣鄉事委員會前身），維持荃灣、葵涌及青衣地區的治安。
青衣島於1898年7月1日，被英國正式接管。英治香港初期，青衣島屬西島洞。1906年，港府於新界設理民府，青衣島被劃入南約。1941年進入香港日佔時期，青衣島隨荃灣區被歸入九龍地區。英國收回香港後，恢復理民府制度，青衣島再度劃入南約。1956年，青衣島跟隨荃灣從南約分拆出來。
1977年港府首先在青衣島所屬的荃灣成立全港首個「地區諮詢委員會」，負責與市民以提問及討論的方式研究政府在地區方面的政策，為日後設立區議會奠定基礎。1982年港府推行地方行政改革，當時青衣島仍屬荃灣區，荃灣理民府的執行工作由荃灣政務處及荃灣地政處接手，諮詢工作則由荃灣區議會接手。1984年時任布政司夏鼎基爵士在立法局上宣布全面檢討地方行政的發展，建議於1985年3月的區議會選舉中，為人口劇增的荃灣新市鎮另設新的區議會，將青衣島及葵涌從荃灣區分拆，並於1985年4月1日成立葵涌及青衣區議會，在1988年4月1日易名為葵青區議會。
1986年區域市政局（簡稱區局）成立，屬新界範圍的青衣島為區局的轄區之內，島上市政服務的執行責任，亦由市政事務署新界市政處移交至區域市政總署。青衣公園、青衣運動場、青衣游泳池及青衣市政大樓等設施皆為區域市政局籌劃興建。2000年「殺局」後，島上的市政服務分別由食物及環境衛生署、康樂及文化事務署接手。
自1970年代起，經過多年來的新市鎮發展，青衣已經成為一個文娛設施、康體設施、大型購物商場、中小學校、大專院校等俱備的大型住宅區。青衣島建有香港多個重要基礎設施，包括多個油庫、船廠和船塢；1990年代初期，機場核心計劃展開後，島上還建有青嶼幹線、機場鐵路、汀九橋、昂船洲大橋、青衣西北交匯處等香港重要交通基建；而青衣島東南面更建有九號貨櫃碼頭；使青衣成為了全港的石油儲存中心、重工業中心以及重要的交通樞紐，甚至成為了全球的航運交通樞紐。
新市鎮發展在島的東北方，屬荃灣新市鎮三個主要發展核心之一，但由於青衣與荃灣、葵涌被藍巴勒海峽分隔，而且港鐵東涌綫與機場快綫於青衣設站，青衣居民可以毋須途經荃灣及葵涌市區便能直接往返港九市區，青衣又擁有既定的「市中心」，市中心內的社區設施齊備，例如青衣公園、青衣市政大廈（內有青衣街市、青衣公共圖書館）、青衣運動場和青衣游泳池和大型商場青衣城等，使青衣居民不用依賴荃灣也能在島上自給自足。
青衣島內長3.5公里的青衣自然徑，可俯瞰整個青衣、青馬大橋等景色，成為拍攝愛好者的必到之處。

## 名稱
青衣又稱青衣島，古稱春花落、秤衣（唯春花落現時是指青衣東南部近南灣角的一個地方）。青衣得名自青衣魚，說法有二。一說昔日青衣東北方的海域盛產青衣魚；而另一說法則是青衣的外形似青衣。明朝《粵大記》已有「春花落」的記載。不過有人認為某些島嶼的位置跟名稱有錯配的可能，例如春花落的位置似是在描述昂船洲。1780年，由英國人繪製的《中國南海海圖》乃將青衣島標為「Chunfalo」，當為「春花落」的音譯。1810年，由英國東印度公司繪製的《澳門航道圖》，則將青衣島標示為「涌堯」，或為青衣的誤譯。1866年，意大利傳教士安西滿繪製《新安縣全圖》，乃首次準確地將青衣島標示為青衣的西方地圖。其後，於1900年出版、由英屬香港政府繪製的《香港殖民地圖》乃將青衣標示為「Chung Hue」。1907年，由陳壽彭翻譯自英國地圖的《中國江海險要圖誌》，則將青衣島標記為「中嶼」。分別於1937年及1938年出版、並由日本人繪製的《香港近傍圖》和《廣東省水路網圖》，乃將青衣島標示為青衣，並同時在括號中標記「中嶼」一名。直至1960年代，由香港政府出版的地圖仍多在青衣島英文名「Tsing Yi」之下以括號附註「Chung Hue」的異名。然而，自1970年代起，港府地圖一律只標記青衣及「Tsing Yi」之名。「涌堯」、「中嶼」、「Chung Hue」等名，或是早期地圖繪製者對青衣拼音的誤譯。

## 歷史

### 南宋至日治時期
青衣島的歷史可追溯至南宋，島上曾有陳門晏氏古墳，由南宋至現代，安放於青衣島700幾年，因島上的城市發展而遷墓至元朗流浮山。另有陳氏古墓置於涌美老屋村，原墓位於新安縣深溪山，明朝崇禎末年(約1637-1644年)移葬至青衣島至今。
1518年葡萄牙軍曾一度登陸青衣尋找合適據點，當時正值葡萄牙軍入侵屯門，結果明朝於1521年清除葡萄牙軍。
1898年，英清兩國簽署展拓香港界址專條，英國租借新界，為期99年，青衣島被納入大英帝國版圖之內。
1941年12月8日香港保衛戰爆發，日軍230聯隊於12月12日登陸青衣島，青衣島也進入日治時期，日軍在現今聖保祿村山上一帶裝設防空探射燈。直到戰後，青衣島才有翻天覆地的變化。

### 戰後至1980年代
戰後中國局勢持續動盪，國共內戰、中共建政、反右運動、文化大革命、中國大饑荒等事件，使大量難民從中國大陸湧入香港，人口急增導致香港島及九龍城市急劇擴張，城市邊緣急促變成鬧市，重工業設施，例如發電廠、造船廠及油庫等，由維港兩岸大舉遷到青衣島，青衣第一條跨海大橋最初也是由當地的重工業企業自行投資興建，政府後來提供資金協助，大橋後被轉交政府。
自1961年港府刊憲宣布發展荃灣衛星城市後，本來停泊荃灣和葵涌的漁民艇户，都遷移至青衣灣及門仔塘，令青衣的艇户急劇增加，環境擠逼惡劣，美國經援會和香港明愛，先後建成漁民村和聖保祿村，協助漁民上岸居住和改善生活質素。
1970年代，青衣島起著翻天覆地的變化。1972年港督麥理浩勲爵公佈十年建屋計劃，1973年新界拓展署成立，港府開始大舉發展新界，新市鎮有相對充足的土地，興建大量公營房屋，當中包括荃灣新市鎮範圍內的青衣島。港府於1970年代中期，著力改善青衣島的對外交通及島內的道路網絡，大規模的移山填海工程，分別於三支香、青衣灣、門仔塘和寮肚山展開，為島上多項公營房屋計劃提供大量土地。
先於1974年建成青衣大橋，而靠近青衣大橋的長青邨於1977年落成，為青衣首座公共屋邨。隨後長康邨、青衣邨、長安邨、長發邨和長亨邨等公共屋邨，於1980年代至1990年代初期陸逐落成。除了公共屋邨之外，島上的居者有其屋計劃屋苑，例如青華苑、青盛苑、青泰苑和青雅苑也陸逐入伙，同一時期亦建有青衣島首批大型私人屋苑—美景花園、青怡花園和翠怡花園。中小學、屋邨商場、街市、公共圖書館、公營診所等基本社區設施亦相繼落成。青衣島第二條跨海行車大橋—青荃橋，於1988年落成。

### 1990年代至今
1989年時任港督衛奕信勳爵於施政報告上，宣佈興建玫瑰園計劃，後來正名為機場核心計劃，當中的機場鐵路、3號幹線(青衣段)和青嶼幹線都建在青衣島上，是青衣島發展的重要里程碑。
3號幹線（青衣段）於1997年落成。1997年通車的3號幹線(青衣段)包長青橋、長青隧道、長青公路及青衣西北交匯處。同年落成的青嶼幹線，是香港英治時期最後一項完工的大型基建工程，通車儀式由前英國首相戴卓爾夫人主禮。機場鐵路的東涌綫及機場快綫於1998年通車，徹底解決了兩條跨海行車大橋的擠塞問題。
另外汀九橋、昂船洲大橋及南灣隧道，分別於1998年及2009年先後通車。3號幹線、青嶼幹線、汀九橋及青沙公路的啟用，接通了青衣至大嶼山、機場、新界西北、沙田、西九龍及香港島的陸路交通，使青衣島成為香港重要的交通樞紐。
隨著交通配套大大改善，多個大型私人屋苑(如灝景灣、盈翠半島)先後於1998年及1999年落成，青衣島人口急增，島上最大型商場—青衣城，及其他大型市政設施（如青衣公園、青衣游泳池、青衣運動場，及青衣市政大廈等）亦於1990年代後期相繼落成，以應付居民需要。
1990年代開始，青衣島上的臨時房屋區陸逐清拆，部份空出的土地用作公營房屋發展或興建社區設施。1995年清拆青發臨時房屋區及青健臨時房屋區，分別建成青宏苑及綠悠雅苑；1999年清拆青欣臨時房屋區及青安臨時房屋區，分別建成長宏邨及青逸軒。青康路臨時房屋區，清拆後建成了東華三院周演森小學及保良局陳百強伉儷青衣學校的校舍。青翠臨時房屋區清拆後，則建成2017年落成啟用的青衣西南康體大樓。
2005年位於青衣東南填海區的九號貨櫃碼頭的6個泊位全面啟用。九號貨櫃碼頭的填海工程，大幅增加了青衣島的陸地面積，大部分填海地均作港口後勤設施。部分土地用作商住綜合發展，例如2004年落成的藍澄灣及酒店項目。青衣島首個綠表置居計劃屋苑—青富苑，亦在該填海土地上興建。
2013年2月27日，財政司司長曾俊華透過《2013年至2014年度香港政府財政預算案》宣佈，為了進一步發展物流及旅遊兩大支柱產業，將會於同年上半年推出位於青衣、佔地兩公頃的土地，發展物流基礎建設。
2022年，因應2019冠状病毒病疫情第五波，港府決定興建六間社區隔離設施，以應付需要，其中一個社區隔離設施選址青衣航運路。青衣社區隔離設施於2022年3月1日開運作，由保安局負責管理，同年5月12日因應疫情緩和而關閉。

## 環境

### 氣候
| 青衣 (1998-2023)    | 青衣 (1998-2023) | 青衣 (1998-2023) | 青衣 (1998-2023) | 青衣 (1998-2023) | 青衣 (1998-2023) | 青衣 (1998-2023) | 青衣 (1998-2023) | 青衣 (1998-2023) | 青衣 (1998-2023) | 青衣 (1998-2023) | 青衣 (1998-2023) | 青衣 (1998-2023) | 青衣 (1998-2023) |
| 月份                | 1月              | 2月              | 3月              | 4月              | 5月              | 6月              | 7月              | 8月              | 9月              | 10月             | 11月             | 12月             | 全年             |
| ------------------- | ---------------- | ---------------- | ---------------- | ---------------- | ---------------- | ---------------- | ---------------- | ---------------- | ---------------- | ---------------- | ---------------- | ---------------- | ---------------- |
| 历史最高温 °C（°F） | 27.8 (82.0)      | 28.9 (84.0)      | 30.4 (86.7)      | 32.1 (89.8)      | 34.7 (94.5)      | 35.3 (95.5)      | 36.4 (97.5)      | 36.9 (98.4)      | 35.9 (96.6)      | 34.4 (93.9)      | 31.7 (89.1)      | 29.5 (85.1)      | 36.9 (98.4)      |
| 平均高温 °C（°F）   | 20.2 (68.4)      | 20.7 (69.3)      | 23.5 (74.3)      | 26.5 (79.7)      | 29.5 (85.1)      | 31.3 (88.3)      | 32.1 (89.8)      | 31.9 (89.4)      | 31.6 (88.9)      | 29.2 (84.6)      | 26.3 (79.3)      | 21.5 (70.7)      | 27.0 (80.6)      |
| 日均气温 °C（°F）   | 16.7 (62.1)      | 17.5 (63.5)      | 20.3 (68.5)      | 23.4 (74.1)      | 26.7 (80.1)      | 28.6 (83.5)      | 29.1 (84.4)      | 28.7 (83.7)      | 28.4 (83.1)      | 25.9 (78.6)      | 23.0 (73.4)      | 18.0 (64.4)      | 23.9 (75.0)      |
| 平均低温 °C（°F）   | 14.2 (57.6)      | 15.0 (59.0)      | 18.0 (64.4)      | 21.0 (69.8)      | 24.5 (76.1)      | 26.4 (79.5)      | 26.6 (79.9)      | 26.2 (79.2)      | 25.9 (78.6)      | 23.5 (74.3)      | 20.6 (69.1)      | 15.4 (59.7)      | 21.4 (70.5)      |
| 历史最低温 °C（°F） | 2.6 (36.7)       | 6.2 (43.2)       | 7.0 (44.6)       | 12.1 (53.8)      | 16.0 (60.8)      | 20.4 (68.7)      | 21.2 (70.2)      | 22.0 (71.6)      | 18.7 (65.7)      | 14.8 (58.6)      | 7.9 (46.2)       | 4.9 (40.8)       | 2.6 (36.7)       |
| 平均降水量 mm（）   | 32.0 (1.26)      | 33.7 (1.33)      | 60.9 (2.40)      | 101.2 (3.98)     | 294.0 (11.57)    | 427.5 (16.83)    | 274.2 (10.80)    | 336.2 (13.24)    | 243.9 (9.60)     | 94.8 (3.73)      | 25.5 (1.00)      | 20.8 (0.82)      | 1,944.7 (76.56)  |
| 平均相對濕度（％）  | 68               | 73               | 75               | 78               | 82               | 83               | 81               | 82               | 76               | 69               | 70               | 63               | 75               |
| 来源：香港天文台    |                  |                  |                  |                  |                  |                  |                  |                  |                  |                  |                  |                  |                  |

### 生態
香港巴豆是青衣的特有物種，原在香港島發現，並一度被認為已絕種，現時祗能在島上的三支香附近找到。

## 房屋設施

### 公共屋邨
- 長青邨
- 長康邨
- 長安邨
- 長發邨
- 長亨邨
- 長宏邨
- 青衣邨
- 青逸軒
- 偉景花園（第六座及第七座）

### 居屋、房協、夾屋、綠置居屋苑
- 青華苑
- 青盛苑
- 青泰苑
- 青雅苑
- 青宏苑
- 青俊苑
- 青富苑
- 海悦花園
- 偉景花園（第一座至第五座）
- 宏福花園
- 綠悠雅苑

### 公務員宿舍
- 青衣已婚警察宿舍

### 私人屋苑
- 美景花園
- 青怡花園
- 翠怡花園
- 灝景灣
- 盈翠半島
- 曉峰園
- 海欣花園
- 藍澄灣
- 明翹匯
- 薈藍

### 鄉村村落
- 涌美村
- 老屋村
- 大王下村
- 藍田村
- 鹽田角村
- 新屋村
- 寮肚村
- 楓樹窩村
- 漁民村
- 聖保祿村

## 公共設施

### 大專院校
- 香港專業教育學院青衣分校
- 香港高等教育科技學院

### 中學
- 佛教葉紀南紀念中學
- 明愛聖若瑟中學
- 中華基督教會燕京書院
- 樂善堂梁植偉紀念中學
- 保良局羅傑承（一九八三）中學
- 皇仁舊生會中學
- 東華三院吳祥川紀念中學

### 小學
- 中華傳道會呂明才小學
- 地利亞 (閩僑) 英文小學
- 郭怡雅神父紀念學校
- 保良局世德小學
- 保良局陳溢小學
- 聖公會青衣主恩小學
- 聖公會何澤芸小學
- 聖公會青衣邨何澤芸小學
- 青衣商會小學
- 荃灣商會學校
- 東華三院周演森小學
- 東華三院黃士心小學
- 仁濟醫院趙曾學韞小學

### 幼兒教育
- 世佛會文殊幼兒學校
- 伊斯蘭博愛幼稚園
- 保良局曹金霖夫人幼稚園
- 卓思英文學校暨幼稚園 (青怡分校)
- 啟思幼稚園 (青衣)
- 天主教聖多默幼稚園
- 宏福中英文幼稚園
- 宏福幼稚園
- 平安福音堂幼稚園 (青衣)
- 新界婦孺福利會長發邨幼兒學校
- 荃灣商會鍾來幼稚園
- 路德會長青幼兒園
- 路德會青衣城幼兒園
- 青衣商會幼稚園
- 香港基督教女青年會青衣幼兒學校
- 香港聖公會基督顯現堂幼稚園
- 學之園幼稚園（青衣分校）
- 宏福幼稚園 (分校)
- 康傑中英文幼稚園 (青衣)
- 康傑中英文幼稚園 (青衣南)
- 英基國際幼稚園 (青衣)

### 特殊學校
- 保良局陳百強伉儷青衣學校

### 文康設施
- 青衣公共圖書館
- 青衣運動場
- 長發體育館
- 楓樹窩體育館
- 青衣體育館
- 青衣西南體育館
- 青衣游泳池
- 青衣西南游泳池
- 青衣公園
- 青衣東北公園
- 青衣海濱公園
- 青衣西路公園
- 牙鷹洲花園
- 寮肚路花園
- 青敬路花園
- 清譽街花園
- 青康路遊樂場
- 美景遊樂場
- 青鴻路遊樂場
- 涌美路臨時遊樂場
- 寮肚路遊樂場
- 大王下遊樂場
- 青衣四村遊樂場
- 青華遊樂場
- 長輝路海濱花園
- 長環街休憩花園
- 長達路休憩處
- 涌美路休憩處
- 青康路山頂休憩處
- 青華花園
- 青衣自然徑

### 商場及街市
- 青衣城
- 長發商場
- 長康第一商場
- 長康第二商場
- 長青商場
- 長亨商場
- 青衣商場
- 偉景花園商場
- 青怡薈
- 灝景灣商場
- 藍澄灣商場
- 翠怡商場
- 美景花園商場
- 海悅花園商場
- 青衣街市
- 長發街市
- 長康第一街市
- 長康第二街市
- 長亨街市
- 長青街市

### 公共醫療
- 青衣長康普通科門診診所
- 青衣市區普通科門診診所
- 青衣社區隔離中心（2022年3月1日啟用，當時9個隔離設施的首個完成項目）

### 保安設施
- 青衣警署
- 青衣消防局
- 青衣南消防局
- 青衣滅火輪消防局
- 青衣救護站
- 香港海關青衣辦事處

### 民政事務設施
- 青衣邨社區會堂
- 長青社區中心
- 長發社區中心
- 長亨社區會堂

### 其他政府設施
- 運輸署車輛檢驗綜合大樓

## 新市鎮發展
基於歷史及地理原因，青衣島的新市鎮發展區域，分散在青衣市中心、門仔塘與牙鷹洲、三支香、寮肚山。青衣島在新市鎮發展以前，已經有墟市和多個農村和漁村聚落，青衣墟（又稱青衣大街）就是當時青衣島上的墟市，島上現在還有聖多默宗徒堂天主教堂、真君廟、天后古廟和達摩祖師廟及青衣大王伯公廟等宗教建築。1960年代起先後建有船廠及油庫等重工業設施。1974年後，隨著青衣大橋(青衣南橋)及青荃橋(青衣北橋)先後通車，青衣島的新市鎮發展亦隨即展開。港府先後在三支香半山、青衣灣、門仔塘、寮肚山等地，進行了土地平整工程，並興建各項交通基建、公營房屋及社區設施等。1975年10月20日配合青衣大橋落成及青衣墟鄉親要求而開辦44號巴士服務，成為青衣島對外第一條行走巴士路線，來往荔枝角（橋底）及青衣大街（又稱青衣墟）當時（青衣總站位於現今的天主教聖多默宗徒堂附近，即青衣邨總站對面），之後社區續漸形成，巴士路線相繼開拓，43號巴士及青衣島對外首條行走東九龍巴士路線42號巴士等也都出現。直至到1990年代後期，機場核心計劃及多個大型屋苑完工，青衣公園、青衣運動場、青衣游泳池、青衣市政大廈、大型購物商場青衣城以及青衣站等主要社區設施也都相繼落成啟用，青衣島已經發展成為一個比較成熟的新市鎮。

### 島上的資助房屋
值得一提，一個青衣上已經包括有多種不同形式的資助房屋計劃屋邨/屋苑，計有公共屋邨（如：長青邨）、居者有其屋計劃屋苑（如：青華苑）、新居屋計劃（青俊苑）、私人機構參建居屋計劃（如：海悅花園）、私人機構參建公屋計劃（如：青逸軒）、夾心階層住屋計劃屋苑（如：宏福花園）、房協出租屋邨（如：偉景花園6及7座）、住宅發售計劃屋苑（如：偉景花園1－5座）、置安心計劃屋苑（綠悠雅苑）、公務員宿舍（青衣警察宿舍）、租者置其屋計劃屋邨（如：長安邨）、及綠表置居計劃屋苑(如：青富苑)。如果再仔細察看，很多自70年代至今不同種類的標準型設計公屋/居屋大廈；例如雙塔式、工字型、新舊長型、相連長型、風車型、新十字型、Y1至Y4型、和諧式、康和式、甚至建築中的非標準型等樓宇，對資助房屋研究有興趣的學者/人仕，也能在一個小小青衣上一次過找得到上述各種資助房屋大廈，故也有本港介紹公屋的著作稱是八十年代公屋博物館。還有一點:青衣亦是荃灣新市鎮唯一擁有Y型大廈的公共屋邨、租置屋邨及居屋屋苑的地方，荃灣及葵涌區並無一座Y型大廈。

### 青衣市中心

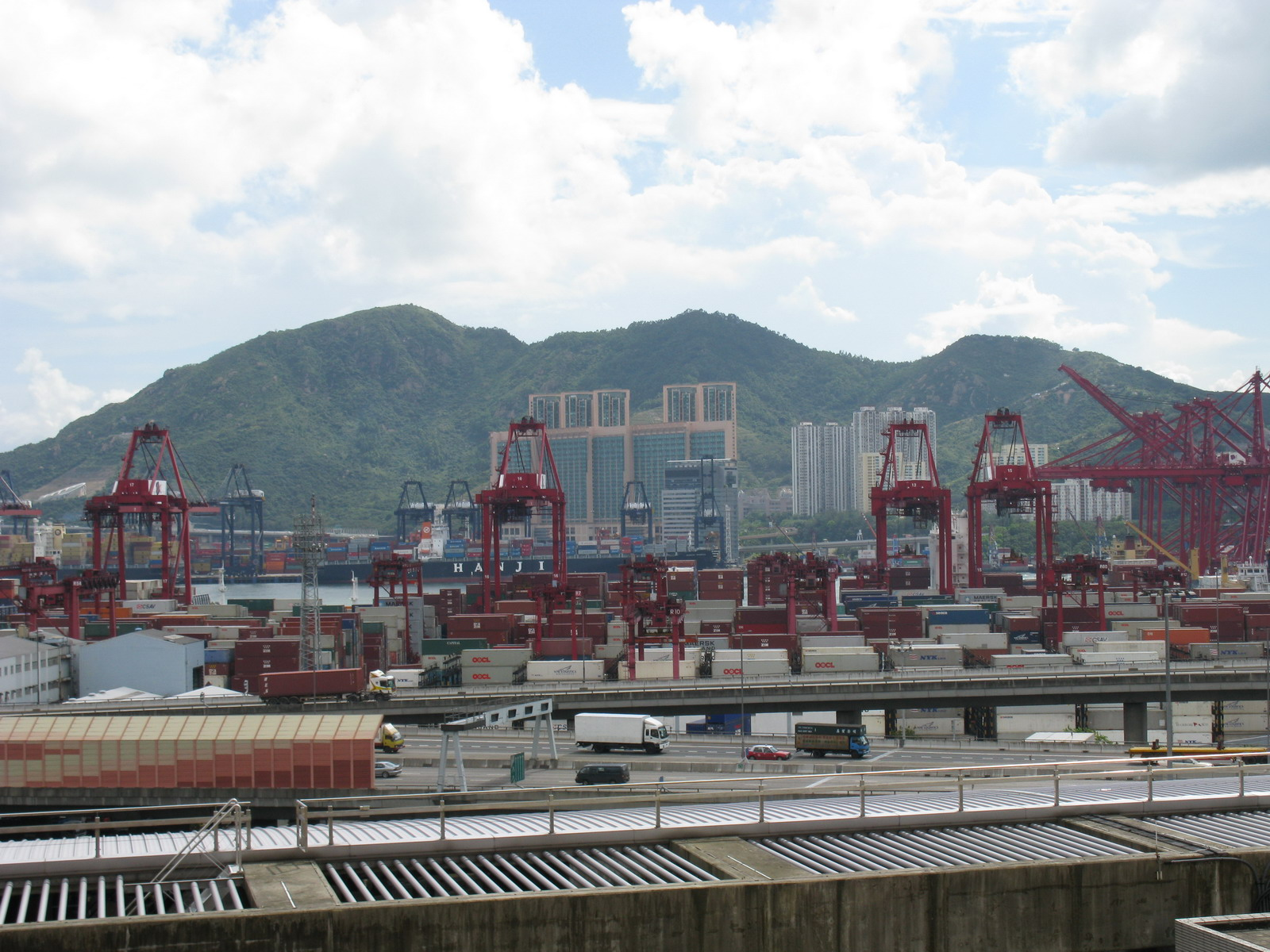
遠眺三支香

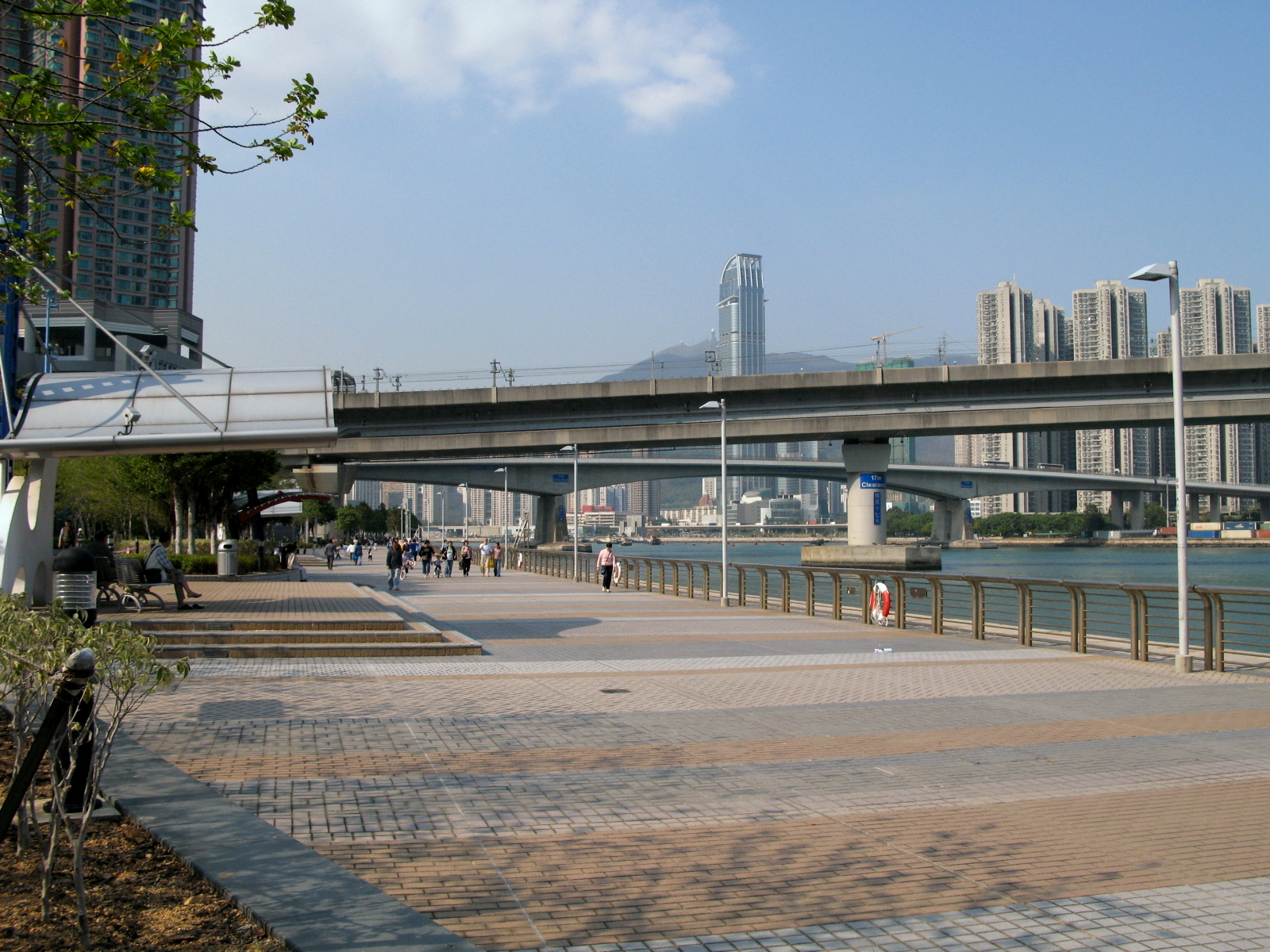
青衣海濱公園

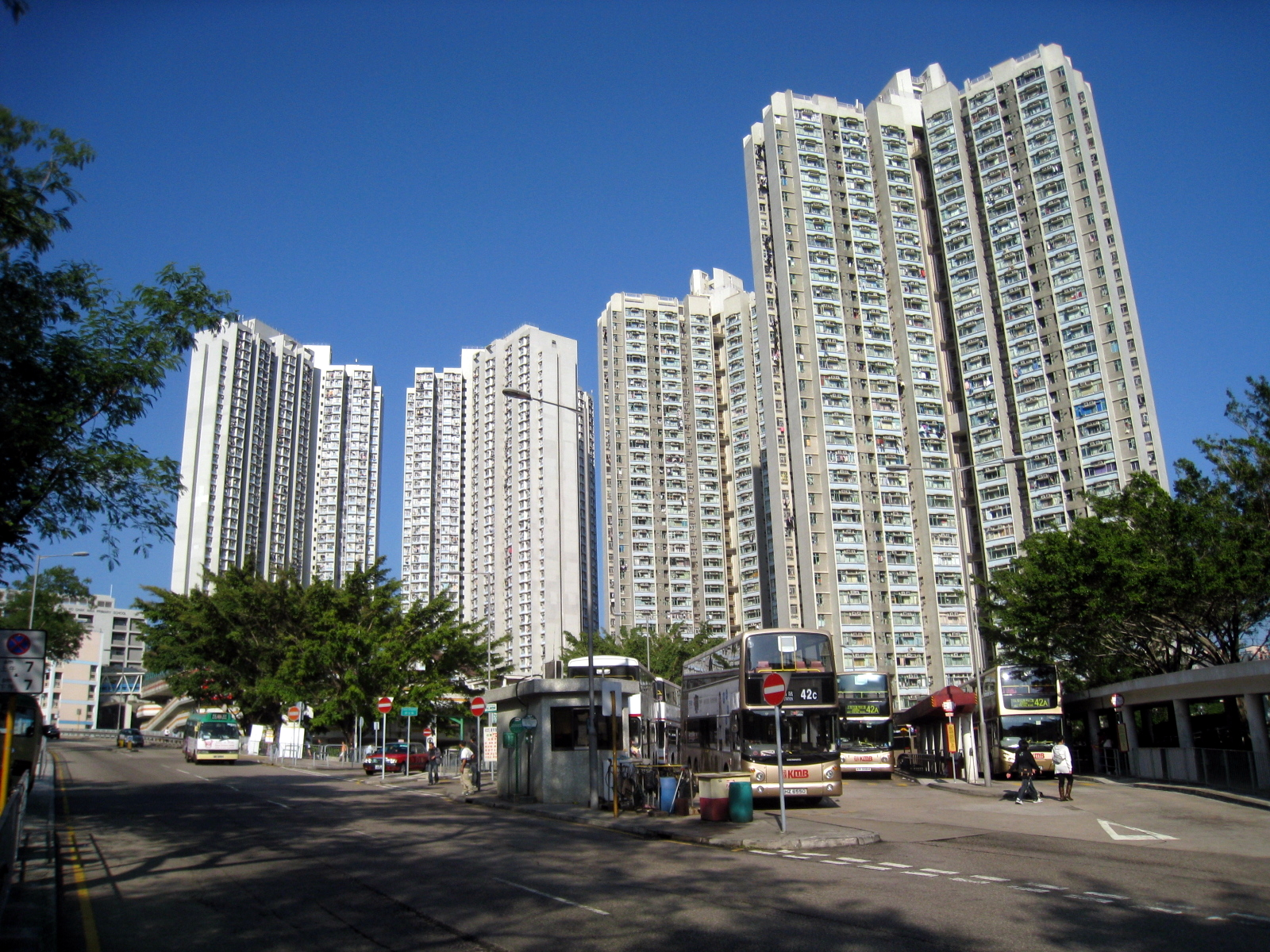
長亨邨

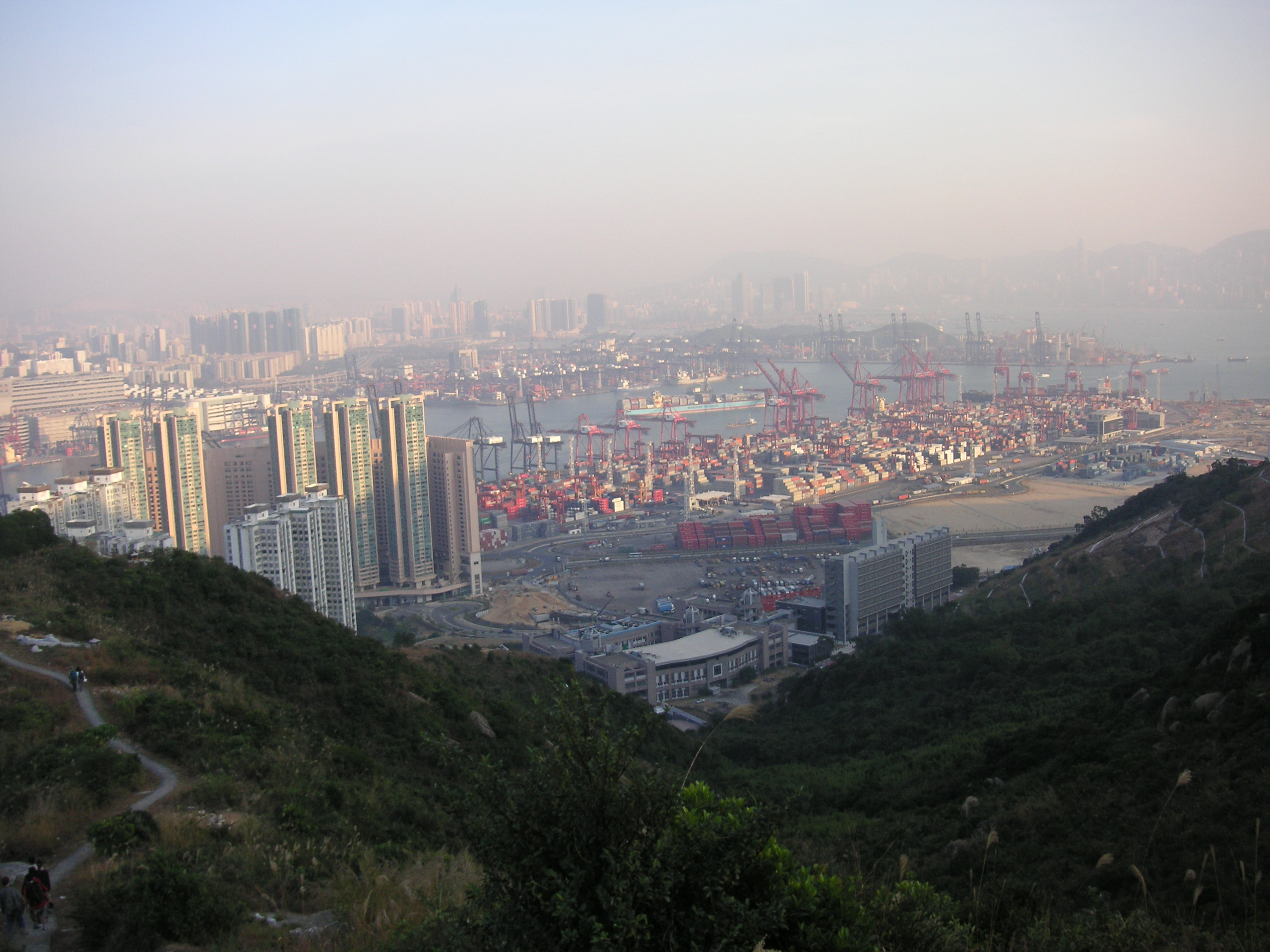
九號貨櫃碼頭

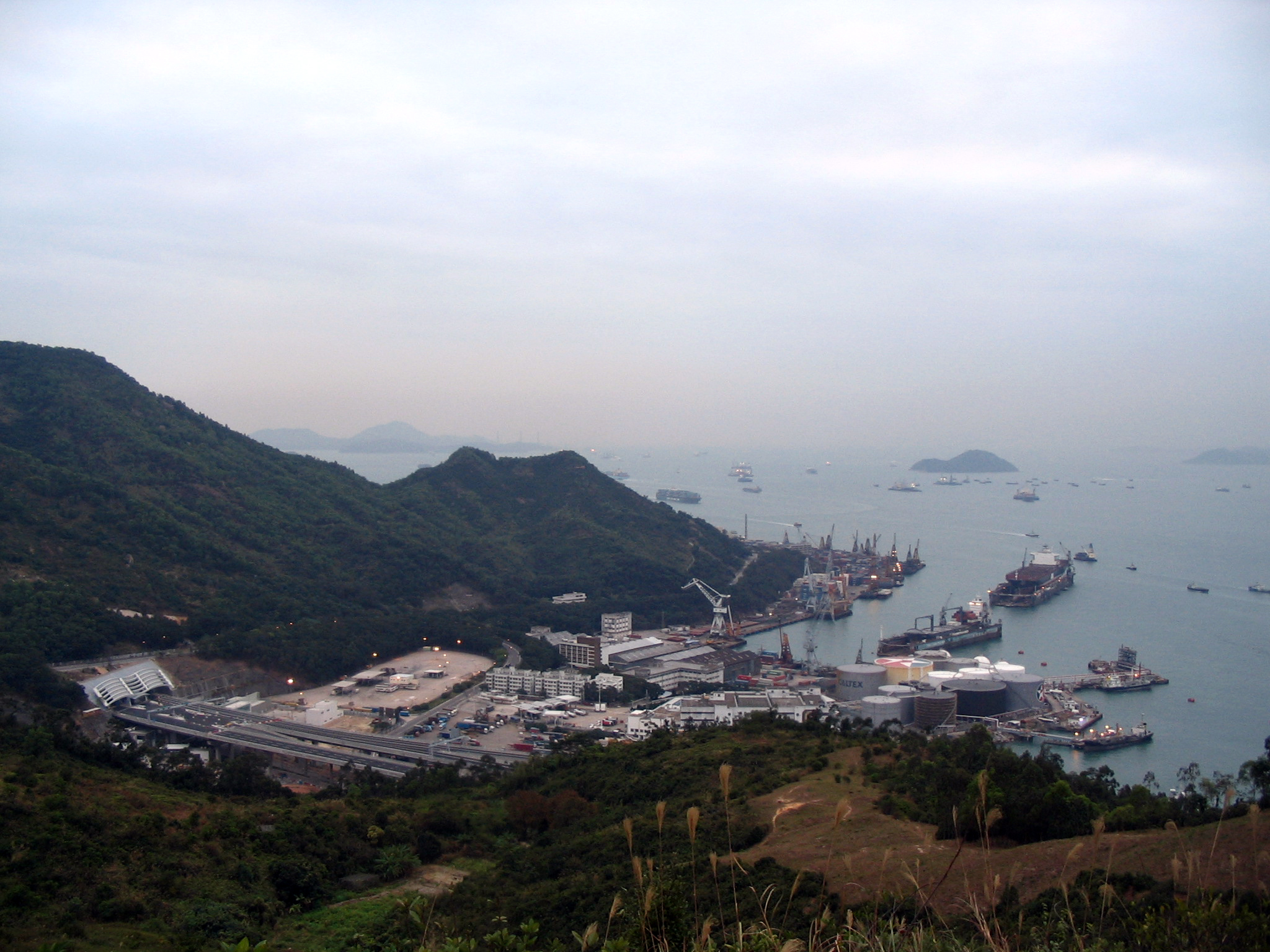
茜草灣

青衣市中心（英語：Tsing Yi Town Centre）大致上位於舊青衣墟、舊青衣灣及部份舊門仔塘一帶的位置，青敬路、青衣鄉事會路及楓樹窩路為幹道。
青衣大橋通車前，舊青衣碼頭的渡輪服務是青衣島唯一的對外交通，故當時墟市—青衣大街設置於碼頭附近一帶，加上島內大多數的漁民都聚居在青衣灣內，所以該區在發展成為新市鎮青衣市前後，皆為青衣島的中心地帶。區內重要的公共設施、商場、交通設施都集中在這裡，如青衣島最大型商場—青衣城、青衣島唯一的鐵路車站—港鐵青衣站、青衣島首個市鎮公園—青衣公園以及青衣海濱公園等。其他重要設施包括青衣公共圖書館、青衣綜合大樓、青衣市區診所、青衣運動場、青衣渡輪碼頭、青衣警署、青衣消防局、青衣鄉事委員會、天主教聖多默宗徒堂等，都設設於青衣市中心地區內。而多個住宅屋邨或屋苑青衣邨、偉景花園、海悅花園、宏福花園、盈翠半島、青怡花園、翠怡花園、海欣花園等。區內設有三個公共交通交匯處，包括青衣站公共運輸交匯處、青衣邨巴士總站及青衣碼頭巴士總站。市中心東南面的長輝路亦有幾座工業大廈。區內設有兩所中學及四所小學，分別有明愛聖若瑟中學、東華三院吳祥川紀念中學、保良局世德小學、聖公會青衣邨何澤芸小學、荃灣商會學校及仁濟醫院趙曾學韞小學。

### 三支香
發展區位於三支香北面的半山，青康路及涌美路為幹道，是青衣新市鎮最早發展的區域。為了配合荃灣新市鎮青衣部份的發展，1970年代起，青衣開始發展，政府耗資1700萬港元興建青衣大橋，於1974年落成啟用，同年興建青衣島首個公共屋邨—長青邨，並於1977年入伙。區內有青衣島最大型的公共屋邨—長康邨、青衣島首個居屋屋苑—青盛苑以及青衣島首個私人屋苑—美景花園。其他的住宅還有青華苑、藍澄灣、涌美村及上高灘村等。區內設有三個公共交通交匯處，包括長青巴士總站、長康巴士總站及美景花園巴士總站等。區內還設有長康普通科門診診所。區內設有三所中學、四所小學、一所特殊學校，分別有佛教葉紀南紀念中學、樂善堂梁植偉紀念中學、保良局羅傑承(一九八三)中學、郭怡雅神父紀念學校、保良局陳溢小學、青衣商會小學、東華三院周演森小學及保良局陳百強伉儷青衣學校。除此之外，還有兩所職訓局院校—香港專業教育學院青衣分校及工商資訊學院。

### 門仔塘及牙鷹洲
發展區位於門仔塘及牙鷹洲，担桿山路及青敬路為幹道。門仔塘是青衣島與牙鷹洲之間的海峽，本來是避風塘；牙鷹洲則建有油庫。1970年代中後期時，該處尚有不少艇戶和棚戶。到了1980年代中期，政府在門仔塘及龍洲一帶移山填海，將青衣島與牙鷹洲併合起來，平整土地來興建青荃橋，以舒緩青衣大橋的擠塞問題，及興建大量公營房屋並進一步擴大荃灣新市鎮。1987年，青衣島首個租者置其屋計劃公共屋邨—長安邨入伙，其後青泰苑、長發邨陸續入伙。1996年，原址牙鷹洲的華潤油庫遷走後發展成私人屋苑—灝景灣。其他的住宅還有青逸軒、青雅苑以及青宏苑。區內設有一個公共交通交匯處，為青衣區最大的公共交通交匯處—長安巴士總站。區內還有領展的重點商場及青衣島上第二大型商場—長發廣場、青衣東北公園、青衣海濱公園等。區內設有兩所中學及三所小學，分別有中華基督教會燕京書院、皇仁舊生會中學、中華傳道會呂明才小學、地利亞(閩僑)英文小學及東華三院黃士心小學。

### 寮肚山
發展區位於寮肚山東面的半山，寮肚路為幹道，是新市鎮較後期發展的區域。政府為了進一步發展青衣新市鎮，1980年代後期開始在寮肚山進行發展，作為青衣西路跨越山谷的行車天橋—寮肚橋於1985年及1987年分階段落成，將寮肚山半山與三支香半山連接著。1988年，青欣臨時房屋區落成，為區內首個公營房屋。該區首個公共屋邨是1990年入伙的長亨邨。青欣臨時房屋區於1997年開始清拆，原址於2001年建成長宏邨。而曉峰園及薈藍是寮肚山的私人屋苑。區內設有兩個公共交通交匯處，包括有長亨巴士總站及長宏巴士總站。區內設有兩所小學，分別有聖公會何澤芸小學及聖公會青衣主恩小學。區內其他重要設施還有青衣自然徑等。

## 經濟活動

### 貨櫃碼頭

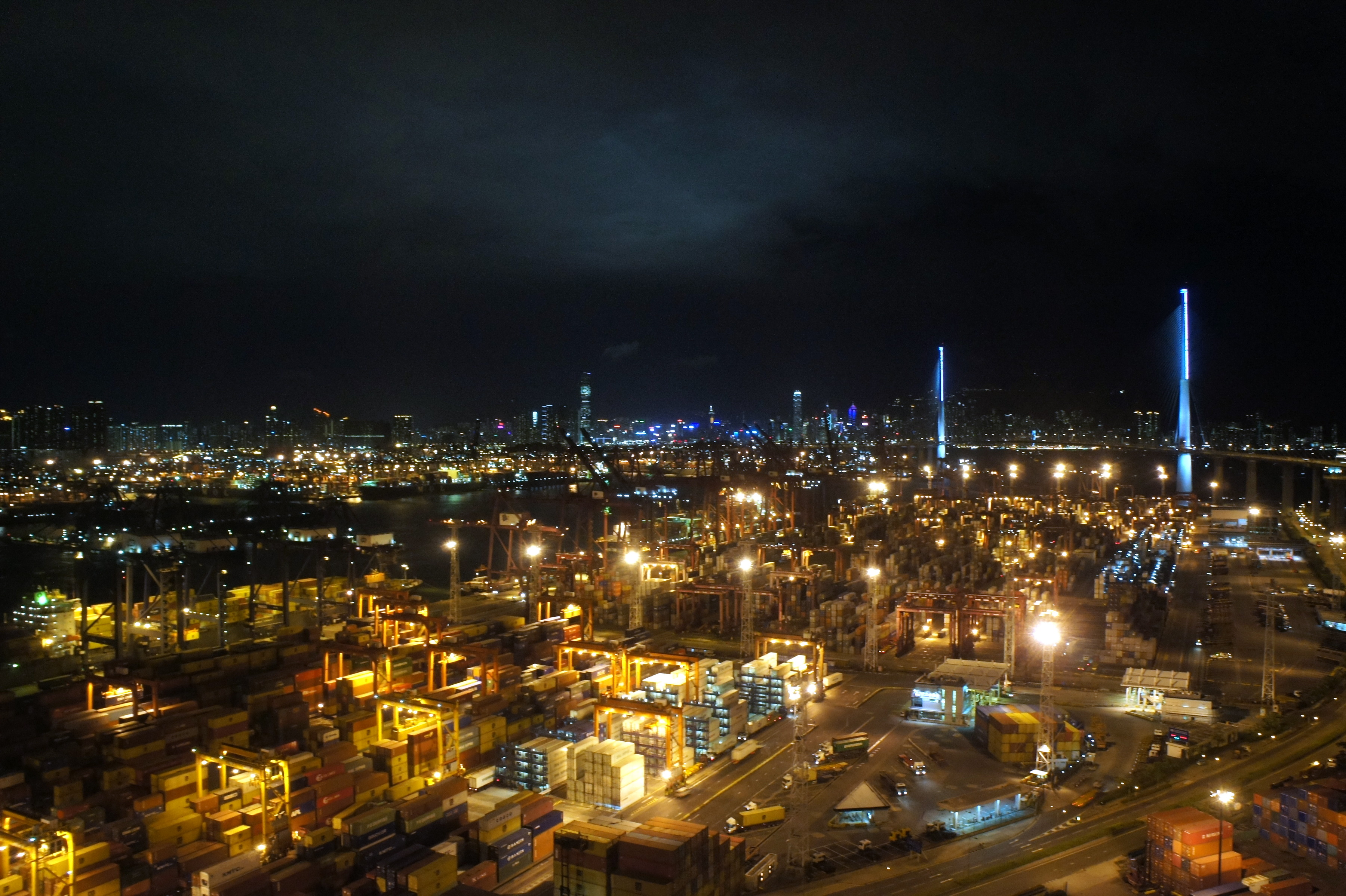
九號碼頭

目前是全世界第六大吞吐量的貨櫃港口——葵青貨櫃碼頭九號碼頭，位於青衣島東南部，自2003年啟用至今。香港政府於2008年決定在青衣西南海濱填海180公頃，興建佔地310公頃的葵青貨櫃碼頭十號碼頭，並且將該處的油庫重置在新填海的土地上。該碼頭將會24小時運作，提供8個可以供予不少於400米的船隻停泊處。

### 重工業
青衣島是香港重工業的集中地，設有造船廠、船塢、油庫及發電廠等，分佈於北部的樟樹頭、西部的茜草灣以及南部的南環。1960年代開始，各石油公司陸逐將油庫從市區遷入青衣島，美國標準石油（即美孚）於青衣島東北面的牙鷹洲興建油庫，及後由華潤營運，該油庫所在位置於1996年發展為大型住宅—灝景灣，青衣大橋亦是因石油公司的推動而興建，現時香港五個主要的油庫都是設置於青衣島，加德士及蜆殼均設於西部的茜草灣，埃克森美孚及華潤均設於青衣南部的南環。1969年，中華電力公司位於青衣南環的青衣發電廠正式開始投產，於1998年停產及拆除，原址只剩下中華電力青衣中心。1970年代，太古船塢及黃埔船塢原址被改建為住宅項目，原有的船廠分別從鰂魚涌及紅磡遷入青衣島西部的茜草灣，其後在青衣合作開設香港聯合船塢，船廠則位於北部的樟樹頭，設有兩個浮塢。其他重工業還有水泥廠和化工廠等。

### 輕工業及物流

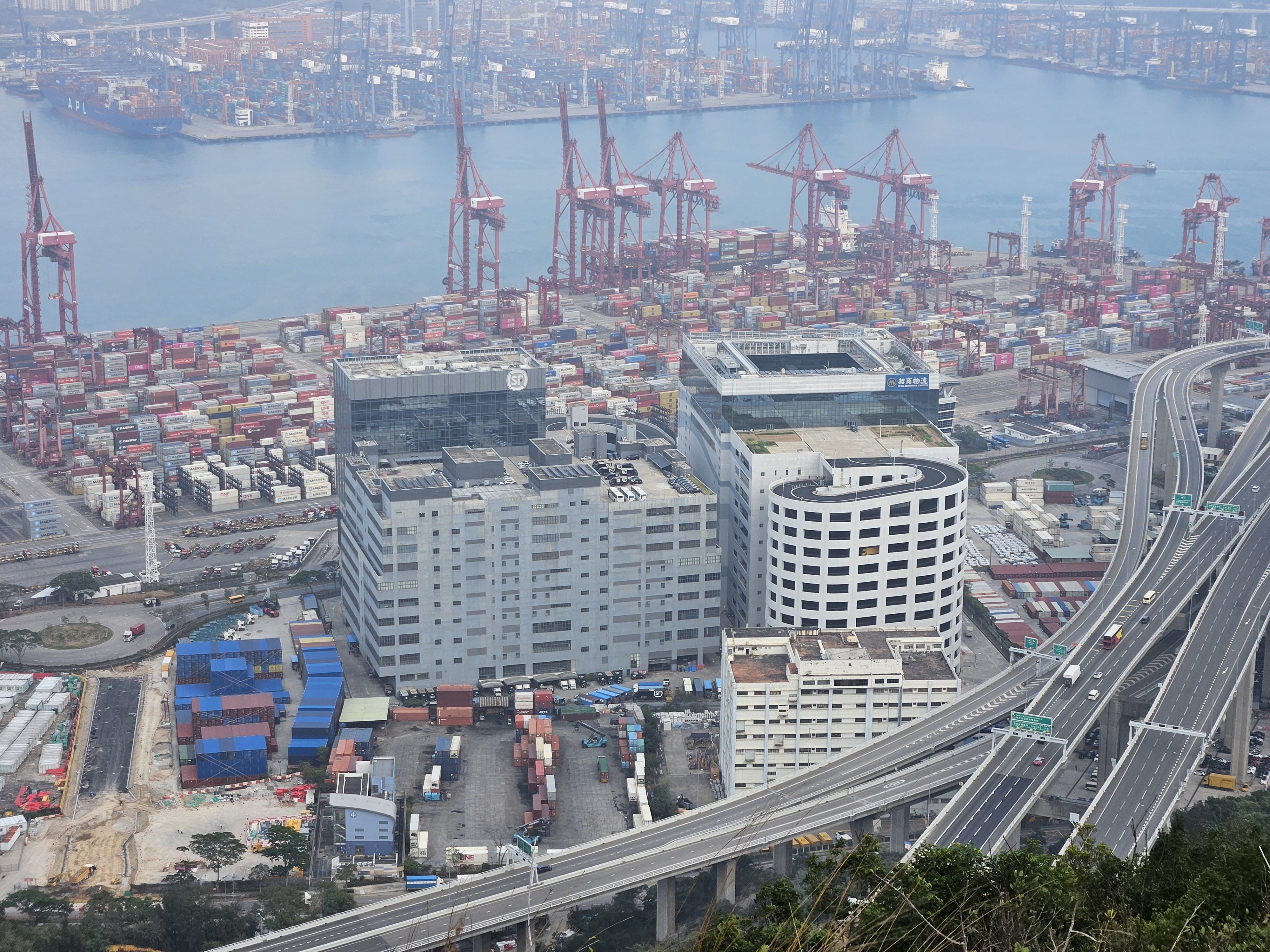
青衣航運路招商局物流中心

島上的輕工業區設於青衣鄉事會路以東，長輝路至長達路的近岸，建有多座工廠大廈，除了應付香港製造業於1970年代的急促發展，也是為島上急增的人口提供原區就業，配合當時港府的新市鎮發展策略。1980年代後期，香港製造業日漸息微，加上9號貨櫃碼頭啟用，島上的工廠大廈大多改作貨倉用途。另外青衣路、青鴻路及青衣航運路一帶，亦建有物流中心或倉庫，為9號貨櫃碼頭提供後勤物流服務。

### 廢物處理設施
化學廢物處理中心，位於青衣島東南部（昂船洲大橋南側），於1993年4月開始啟用。化學廢物處理中心設有高溫焚化爐，用以處理有機化學廢物，該中心的設計處理量為每年10萬公噸化學廢物。中心的現行管理和營運工作由衡力化學廢料處理有限公司承辦。
不過中心所排放的氣體、廢水及經處理的化學廢物的渣滓，都會令附近一帶的環境，帶來負面影響，而特別令到附近青衣新市鎮的居民所關注的，就是中心所排放出來的致癌物質—二噁英，會影響到青衣島居民的身體健康。

## 特色活動
青衣戲棚，以慶祝真君寶誕及天后寶誕，自1961年開始舉行「一棚兩誕」，每年農曆三月十二至十六及農曆四月初一至初五舉行，在青衣市政大廈附近的球場及空地搭建臨時戲棚，真君及天后兩誕會共用戲棚，以作粵劇表演，青衣原居民會為兩誕節慶申請臨時公眾娛樂場所牌照。戲棚附近有大量熟食攤檔擺賣，初期主要為島上居民光顧，並逐漸演變成夜市，而近年因受傳媒廣泛報導，令青衣戲棚夜市開始受到島外的市民關注。另外兩誕節慶還有島上的會景及花炮巡遊，主要為原居民參與。
每年中秋節，附近住戶一家大小都會到青衣海濱公園散步賞月、野餐和玩瑩光棒，此為青衣居民近二，三十年來自發創造的傳統。

## 昔日風物誌
- 青衣發電廠
- 青衣灣
- 門仔塘
- 鑊底灣的天體活動

## 昔日大事

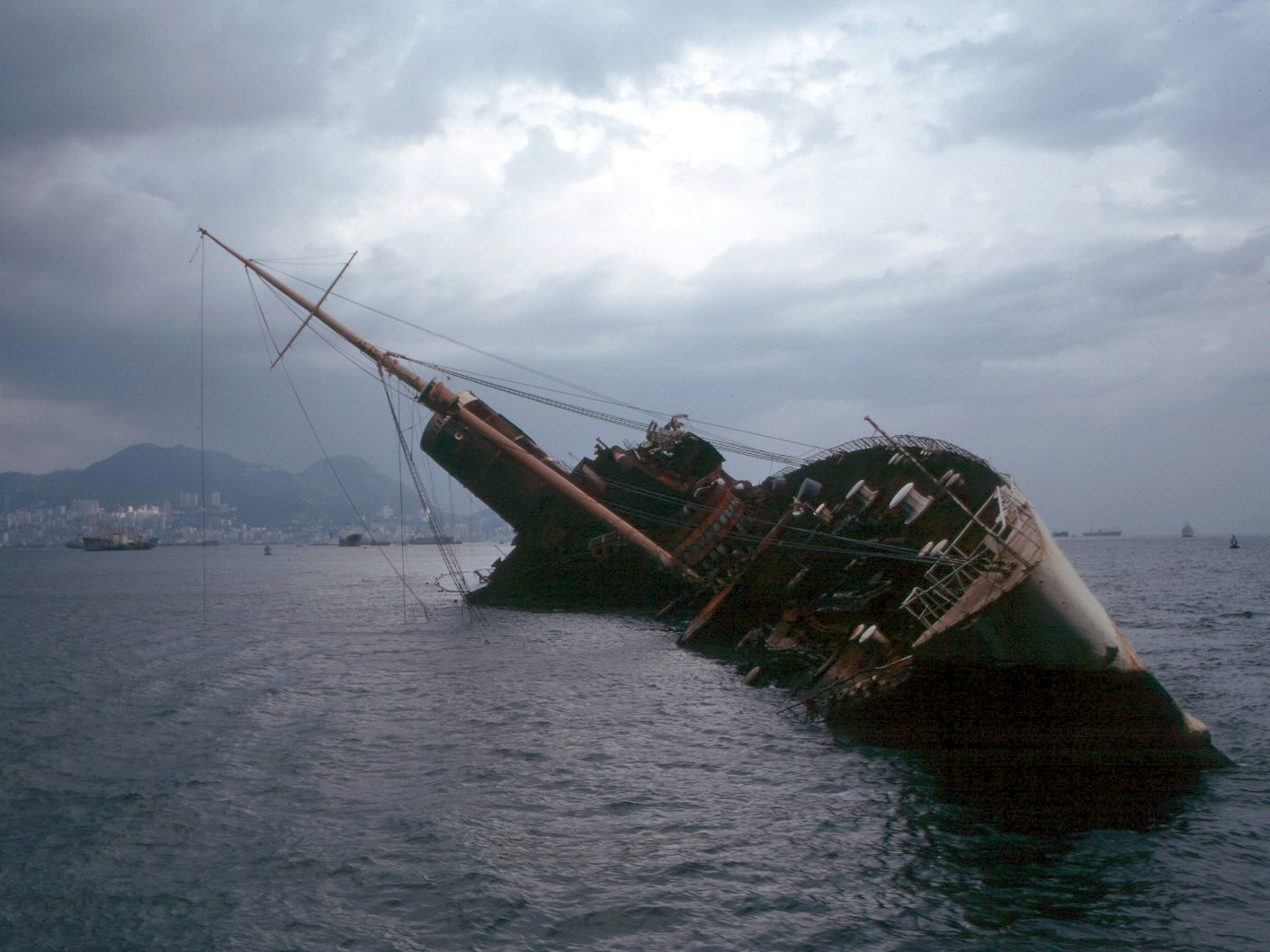
伊利莎白皇后號殘骸

- 1972年1月9日，當時是世界上最大和最豪華的郵輪伊利莎白皇后號，在青衣島和昂船洲之間對開海面進行最後改裝時發生大火，船隻焚燒了101.5小時後雖然熄滅，但郵輪最終翻沉。
- 日軍侵港時，在青衣一帶投下不少炸彈，有些炸彈沒有即時爆炸，長期埋在海底，到了1995年，一艘貨輪在青衣島對開600公尺海面起錨時，撈起一枚重五百磅的戰時美製M64空投炸彈，一旦爆炸，十公尺半徑範圍內的人及建築物均無一幸免，拆彈專家袁漢榮花了個半小時才將信管拆除，解除危機。[11]
- 1997年4月27日，大嶼山首個對外陸路交通基建—青嶼幹線由前英國首相戴卓爾夫人、香港總督彭定康、布政司陳方安生主持開幕儀式，並於當晚進行大型煙花匯演，當中以於青馬大橋橋面所燃放的瀑布型煙火最為矚目，青嶼幹線於同年5月22日正式通車啟用。[12]
- 2019年11月14日，青衣島因反對逃犯條例修訂草案運動發生警民衝突。示威者於當晚堵塞擔杆山交匯處，防暴警員於該處築起防線，並與示威者對峙。約晚上11時30分，防暴警員沒有預警下施放約兩枚催淚彈，是運動進行五個多月來，首次在青衣島上施放催淚彈。警方隨後於11時38分及46分，警方一度舉起黑旗，並用強光電筒照射市民及民居。11時50分，警方再度舉黑旗，隨即在長安邨、長安巴士總站等施放多枚催淚彈，防暴警員佔據長安邨第一期地面、長發商場平台及長安邨行人天橋築起防線，期間有6名市民被捕。隨後防暴警員分別沿青敬路往青衣城方向，及担杆山路往船廠方向推進，並向青敬路青衣城二期行人天橋施放催淚彈，及担杆山路懷疑發射胡椒球彈。直到11月15日約12時35分，防暴警員方完全撤走。[13]

## 交通

### 鐵路設施
- 港鐵青衣站
- 港鐵車務控制中心

### 公共運輸交匯處
- 長安巴士總站
- 長青巴士總站
- 長康巴士總站
- 長亨巴士總站
- 長宏巴士總站
- 青衣邨巴士總站
- 青衣碼頭巴士總站
- 青衣站公共運輸交匯處
- 美景花園巴士總站
- 青富苑巴士總站

### 主要對外通道
- 青衣大橋
- 葵青橋
- 青荃橋
- 汀九橋
- 青馬大橋
- 昂船洲大橋
- 長青橋
- 青荔橋

### 島內主要道路
- 青衣路
- 細山路
- 青康路
- 涌美路
- 青衣鄉事會路
- 長輝路
- 青衣西路
- 寮肚路
- 楓樹窩路
- 青敬路
- 担杆山路
- 青衣北岸公路
- 青衣航運路
- 青鴻路
- 青高路
- 青尚路
- 西草灣道

### 發展
從前青衣的交通依賴單線雙程行車的青衣大橋，該橋原由當地重工業企業投資興建，以便方便工人往來及運送物料，另有青衣碼頭的渡海小輪，後來大橋移交政府，及後因應交通需求量大橋被擴建。每當青衣大橋發生事故，或颱風後大量貨櫃車同時駛到葵涌貨櫃碼頭交收，青衣的交通便告癱瘓。即使青荃橋通車後也未能解決上述問題。
隨著機場核心計劃的開展，加上政府決定改善青衣的橋樑交通，青衣在10年內從只有2條跨海橋增加至7條行車橋（增建了葵青橋、長青橋、汀九橋、昂船洲大橋及青馬大橋）及供港鐵使用的青荔橋。現在青衣居民的交通選擇增多，堪稱四通八達。從前交通大癱瘓的情況在青衣已經不復出現，即使現時所有來往青衣的渡海小輪已經停航，也沒有對交通造成影響。
機場核心計劃於1990年代展開，機場鐵路正式興建，東涌綫及機場快綫均於1998年通車，並在青衣島設青衣站。與此同時前地鐵公司（今港鐵公司）將整個前地鐵網絡（今港鐵觀塘綫、荃灣綫、港島綫、將軍澳綫、迪士尼綫、東涌綫以及機場快綫）的行車控制中心，從九龍灣遷到青衣，2013年開始前九鐵網絡（今東鐵綫、西鐵綫、馬鞍山綫）的行車控制中心，也陸逐從火炭和錦田遷到青衣。
除此之外，青衣亦先後分別興建了連接馬灣的青馬大橋、連接大欖隧道和屯門公路的汀九橋、連接青葵公路和青馬大橋的長青橋和長青隧道、連接西九龍公路和青馬大橋、汀九橋之昂船洲大橋和南灣隧道以及連接青荃橋、青衣站、青馬大橋和汀九橋的青衣北岸公路。島上設有青嶼幹線觀景台。自此青衣便成為通往香港國際機場、港珠澳大橋香港口岸及香港迪士尼樂園度假區的要道，是連繫大嶼山和香港各區的重要交通樞紐。
在新機場啟用初期，由青衣前往新機場必須經青衣西路進入青嶼幹線前往，由於該路段也有不少青衣區巴士線行走，在繁忙時間就十分擠迫。但青衣北岸公路於2002年通車後，大大解決了這個問題。
隨著港珠澳大橋和屯門至赤鱲角連接路的興建、香港國際機場和香港迪士尼樂園的擴建以及擬建於青衣島西南面的十號貨櫃碼頭，使青嶼幹線可能因此而出現飽和，政府於2007年開始研究興建第二條青衣至大嶼山連接路的可行性。
現時青衣是全港最多跨海橋樑接駁的島嶼，共有8條跨海大橋。

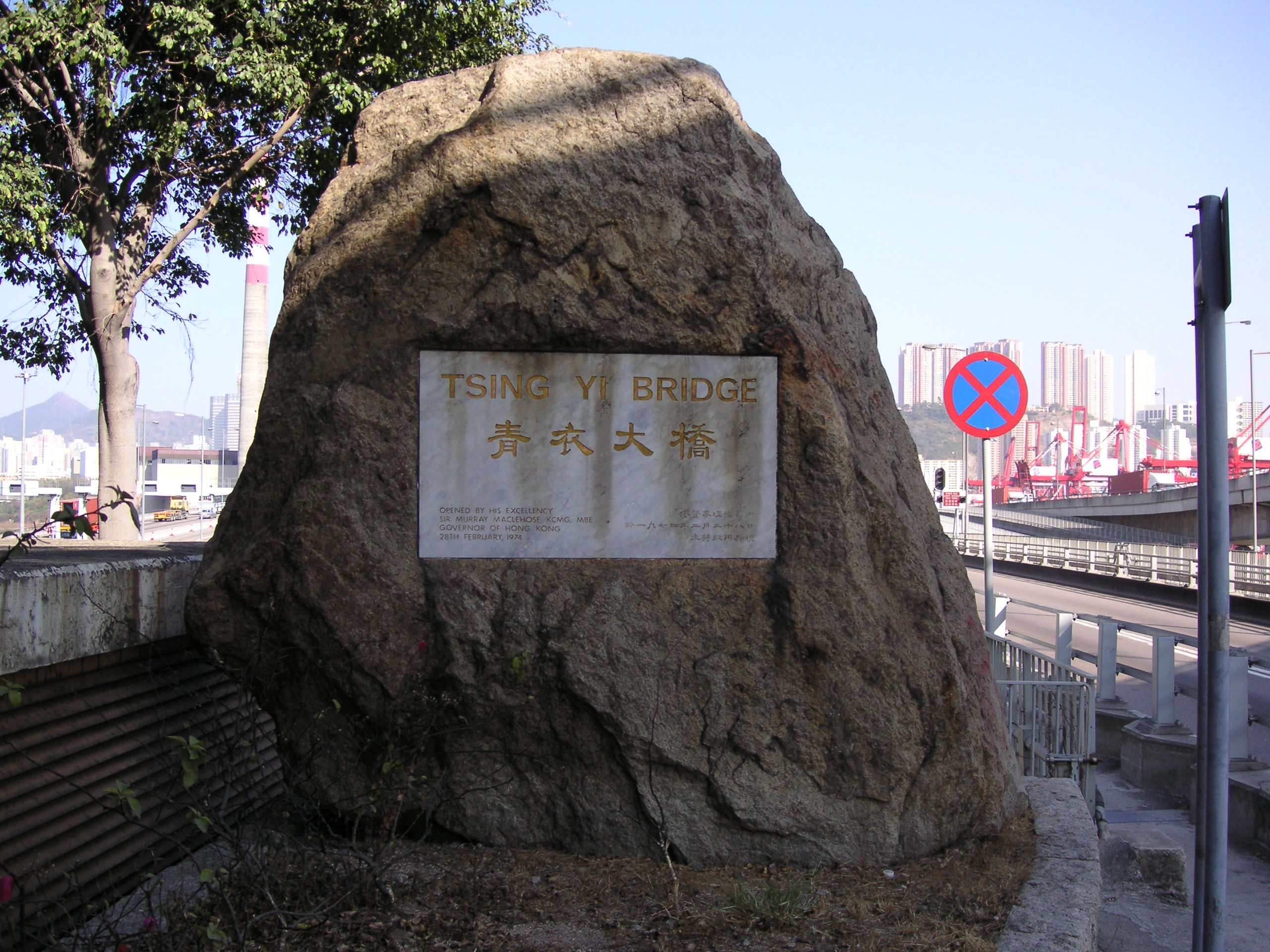
青衣大橋通車紀念石
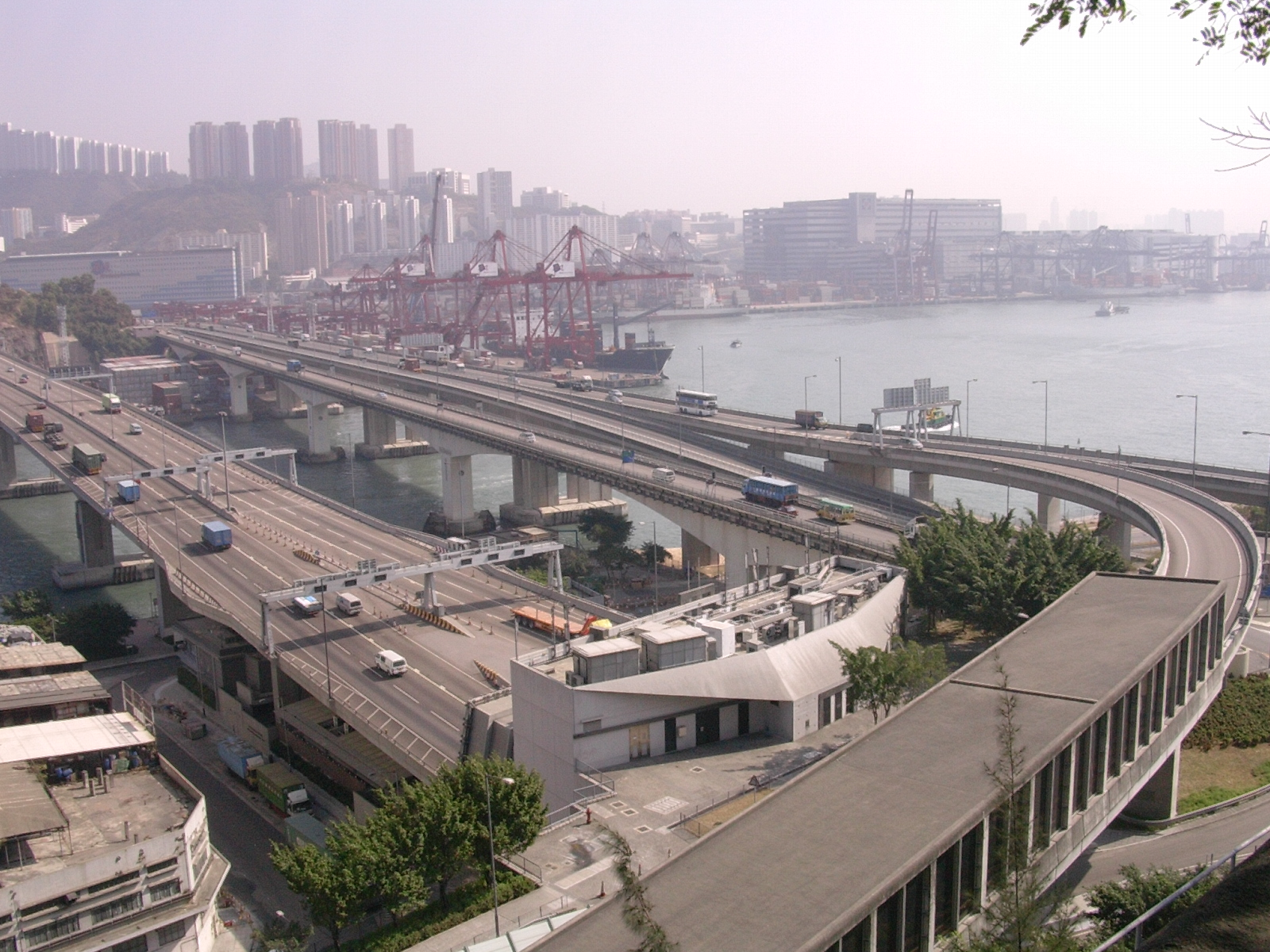
長青橋（左）、青衣大橋及葵青橋（右）
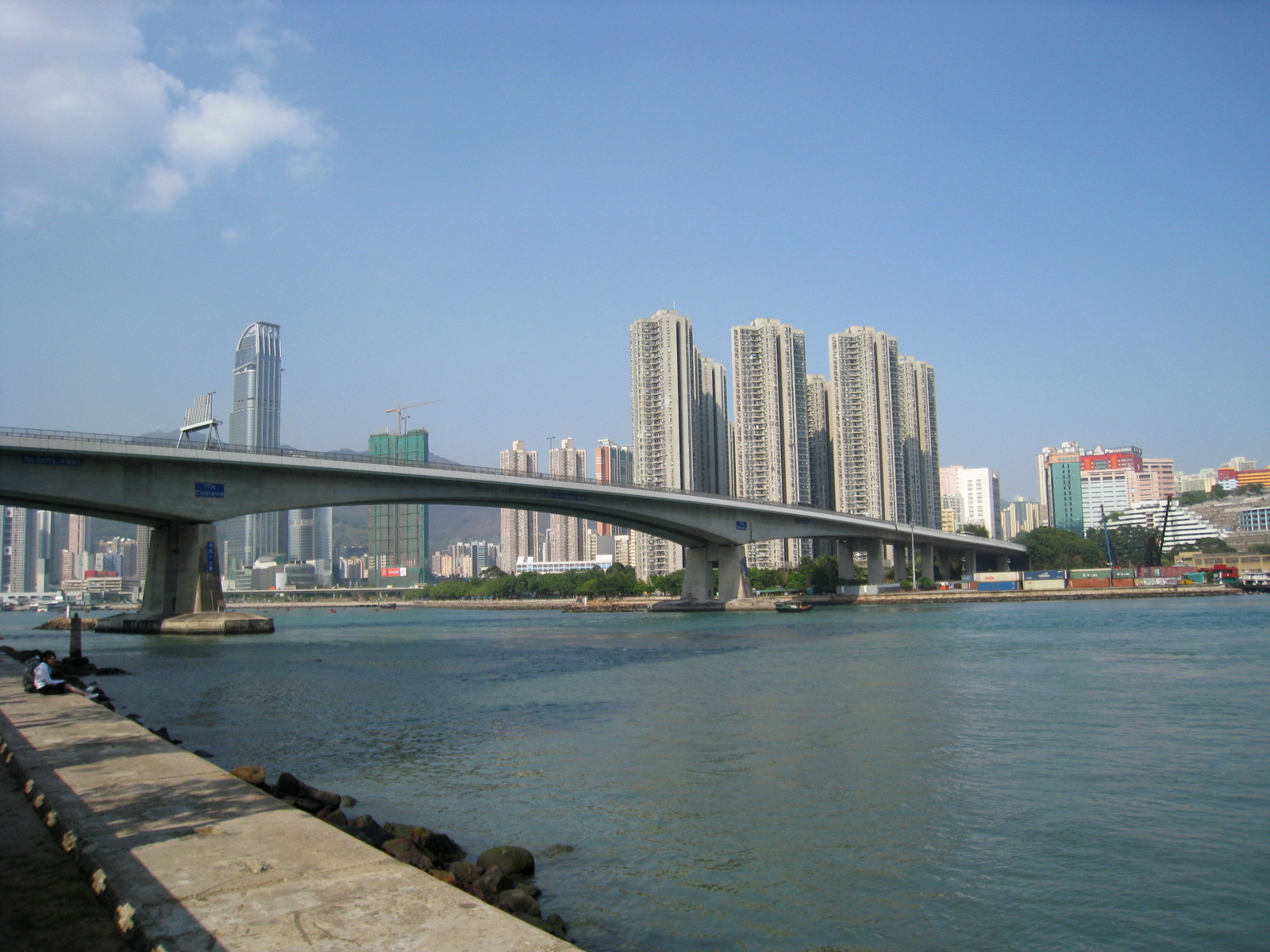
青荃橋
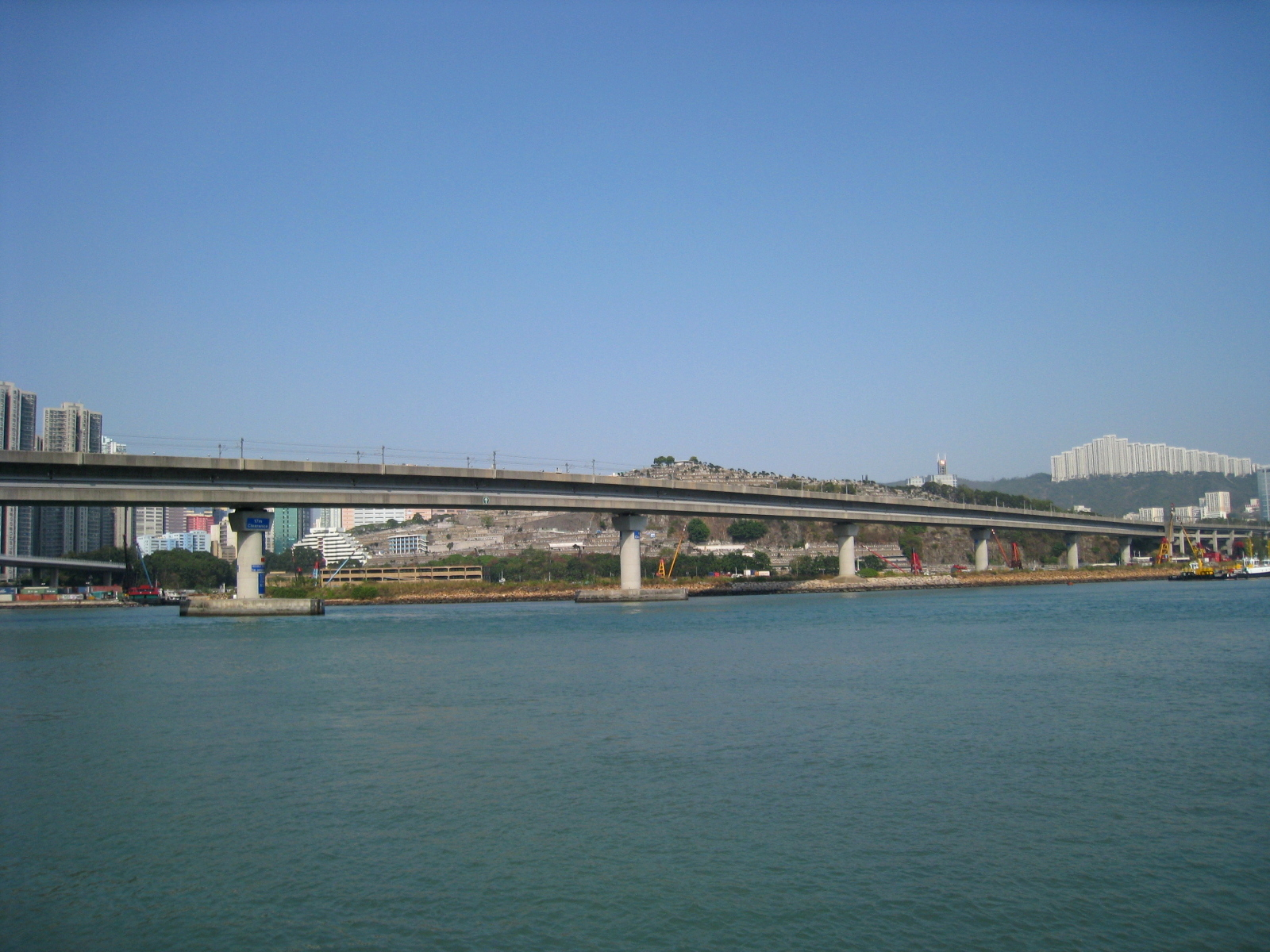
青荔橋
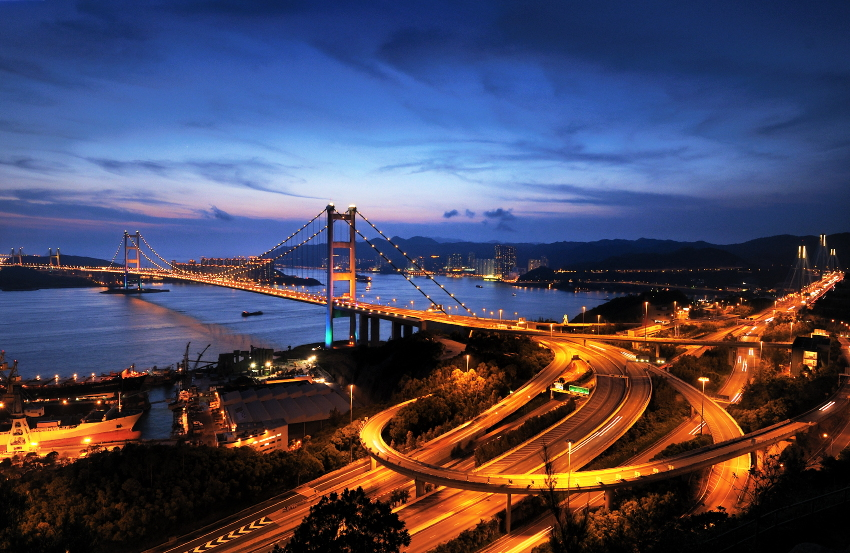
青馬大橋
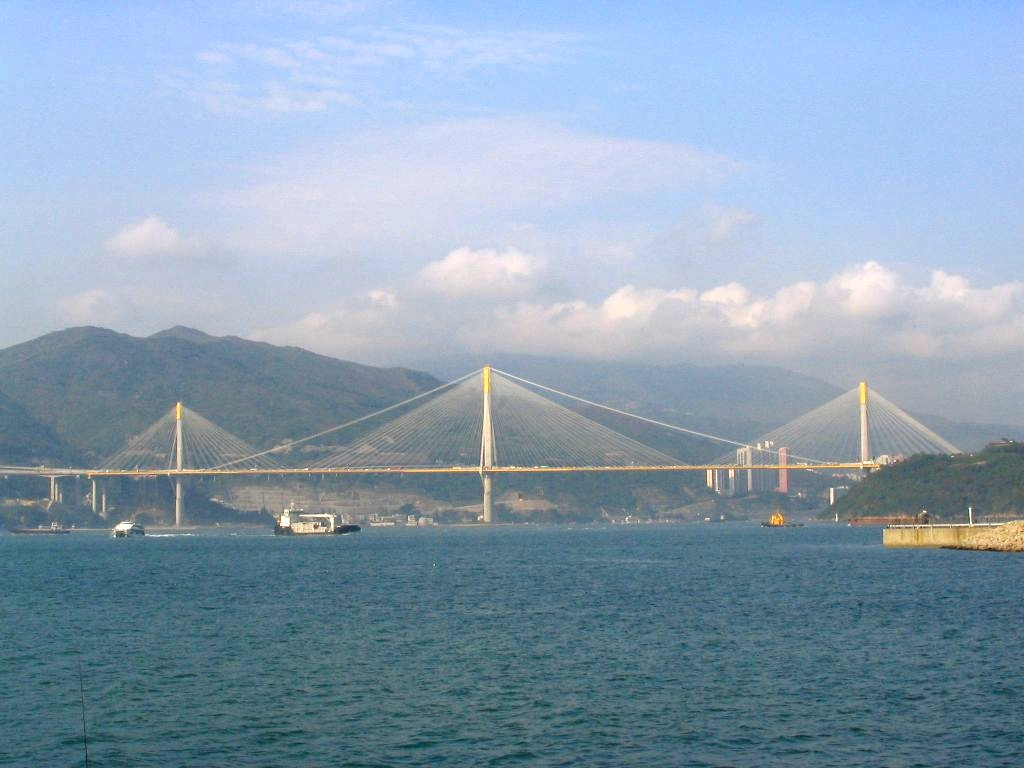
汀九橋
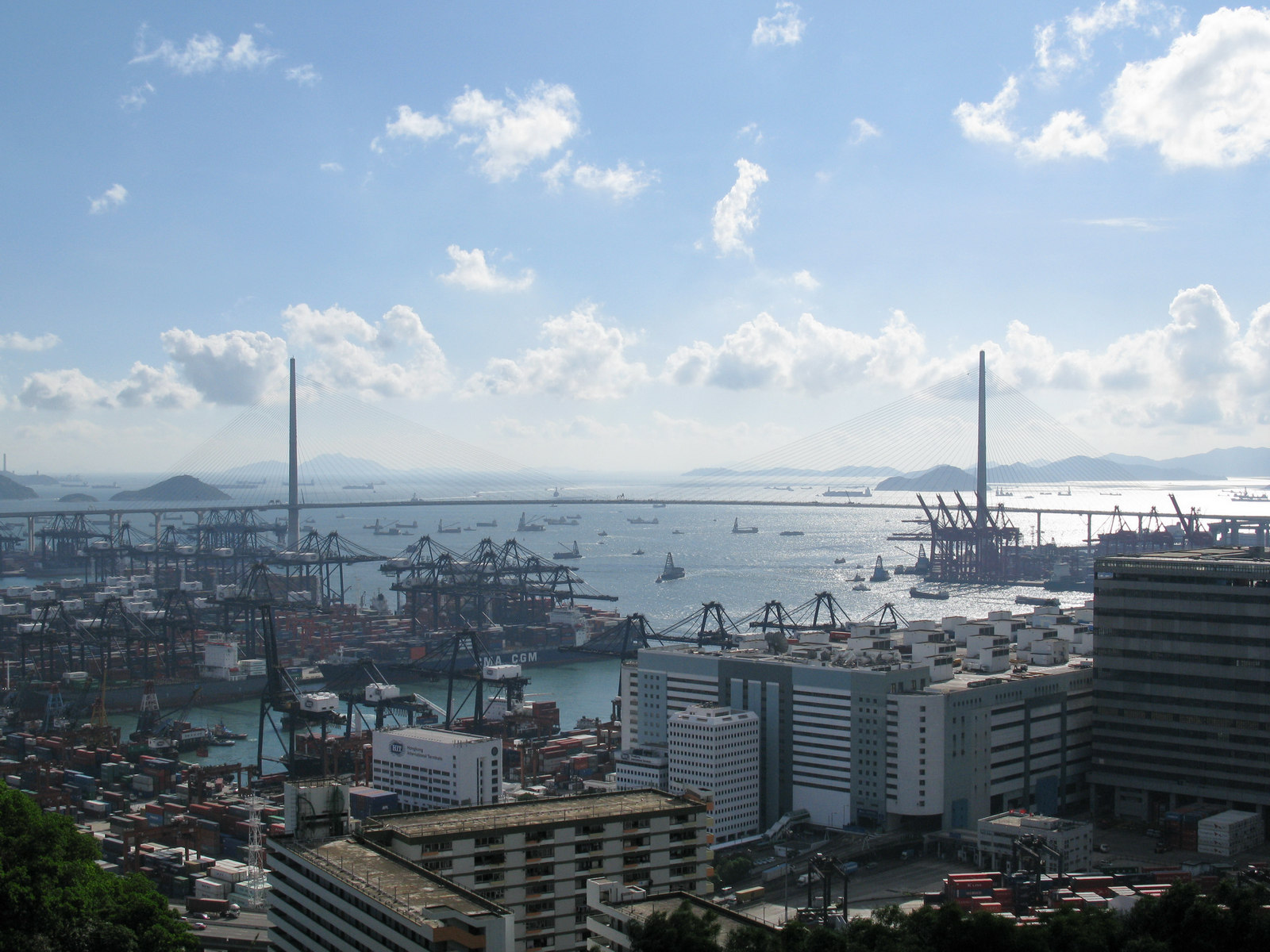
昂船洲大橋

### 配套
值得一提的是，青衣島與荃灣和葵涌不同之處是沒有紅色小巴行駛的。不過，隨着位於青衣西草灣路的運輸署車輛檢驗綜合大樓啟用，紅色小巴可以按運輸署指定的行車路線，從青荃橋往返該大樓以便檢車，但不准載客。

## 區議會議席分佈
| 年度/範圍                                  | 2000-2003                        | 2004-2007                        | 2008-2011                  | 2012-2015                  | 2016-2019                  | 2023-2023                  | 2024-2027 |
| ------------------------------------------ | -------------------------------- | -------------------------------- | -------------------------- | -------------------------- | -------------------------- | -------------------------- | --------- |
| 長安邨、長發邨及灝景灣範圍                 | 雅安、發泰及長安選區             | 安灝、青發及長安選區             | 安灝、青發及長安選區       | 安灝、青發及長安選區       | 安灝、青發及長安選區       | 安灝、青發及長安選區       | 青衣選區  |
| 偉景花園及盈翠半島範圍                     | 偉海選區                         | 偉盈選區                         | 偉盈選區                   | 偉盈選區                   | 偉盈選區                   | 偉盈選區                   | 青衣選區  |
| 青衣邨、綠怡雅苑及青怡花園範圍             | 青衣邨選區                       | 青衣邨選區                       | 青衣邨選區                 | 青衣邨選區                 | 青衣邨選區                 | 青衣邨選區                 | 青衣選區  |
| 宏福花園、海悅花園、翠怡花園及海欣花園範圍 | 翠怡選區一部分及偉海選區一部分   | 翠怡選區                         | 翠怡選區                   | 翠怡選區                   | 翠怡選區                   | 翠怡選區                   | 青衣選區  |
| 青衣墟、藍田村、涌美沿線                   | 翠怡選區一部分                   | 翠怡選區                         | 翠怡選區                   | 翠怡選區                   | 翠怡選區                   | 翠怡選區                   | 青衣選區  |
| 長康邨、青盛苑、青華苑範圍                 | 青衣南選區一部分及長康、盛康選區 | 青衣南選區一部分及長康、盛康選區 | 長康及盛康選區             | 長康及盛康選區             | 長康及盛康選區             | 長康及盛康選區             | 青衣選區  |
| 長青邨及美景花園範圍                       | 青衣南選區一部分及長青選區       | 青衣南選區一部分及長青選區       | 長青選區                   | 長青選區                   | 長青選區                   | 長青選區                   | 青衣選區  |
| 藍澄灣、貨櫃碼頭、油庫範圍                 | 青衣南選區                       | 青衣南選區                       | 青衣南選區                 | 青衣南選區                 | 青衣南選區                 | 青衣南選區                 | 青衣選區  |
| 長亨邨、長宏邨範圍                         | 青衣南選區一部分及長亨選區       | 青衣南選區一部分及長亨選區       | 青衣南選區一部分及長亨選區 | 青衣南選區一部分及長亨選區 | 青衣南選區一部分及長亨選區 | 青衣南選區一部分及長亨選區 | 青衣選區  |

註：以上主要範圍尚有其他細微調整，請參閱有關區議會選舉選區分界地圖。

## 外部連結
- 青衣區巴士 （页面存档备份，存于）